# Dámská indická obrana
Dámská indická obrana (též zkráceně dámská indická) (ECO E12-E19) je hypermoderní šachové zahájení ze skupiny indických her charakterizované tahy
1. d4 Jf6 2. c4 e6 3. Jf3 b6
Jedná se o běžně hrané zahájení zavřených her, pro svoji solidnost je oblíbené i ve světové špičce.

## Historie
První známý doklad o dámské indické pochází z partie Joseph Blackburne-Josef Noa, 1887. Vážně se jí ale začali zabývat až hypermodernisté, především Aaron Nimcovič. Hráli ji i mistři světa José Raúl Capablanca, Alexandr Aljechin, Vasilij Smyslov, Boris Spasskij a oblíbil si ji Anatolij Karpov. V nedávné době ji hrával bývalý mistr světa Viswanathan Anand.

## Strategie
Černý se snaží o figurovou protihru. S obsazením středu pěšci vyčkává a volí ho ve vhodnou chvíli. Nejprve fianchettuje svého dámského střelce na b7, odkud působí na diagonále a8-h1, což je pro toto zahájení typické. V některých případech i na a6, čímž bílého zaměstnává napadnutím pěšce c4. Černopolného střelce vyvíjí podle situace na e7 nebo nejprve dává Sb4+ a po vyprovokování bílého střelce Sd2 se často na e7 vrací. Většinou se snaží nezablokovat si bělopolného střelce a hraje-li d5, tak po výměně na tomto místě často dobírá i Jxd5.

## Nejhranější varianty
|   | a | b | c | d | e | f | g | h |   |
| 8 | a8 černý věž · b8 černý jezdec · d8 černý dáma · e8 černý král · f8 černý střelec · h8 černý věž · a7 černý pěšec · b7 černý střelec · d7 černý pěšec · f7 černý pěšec · g7 černý pěšec · h7 černý pěšec · b6 černý pěšec · e6 černý pěšec · f6 černý jezdec · c4 bílý pěšec · d4 bílý jezdec · e4 bílý pěšec · a3 bílý pěšec · c3 bílý jezdec · b2 bílý pěšec · c2 bílý dáma · f2 bílý pěšec · g2 bílý pěšec · h2 bílý pěšec · a1 bílý věž · c1 bílý střelec · e1 bílý král · f1 bílý střelec · h1 bílý věž | a8 černý věž · b8 černý jezdec · d8 černý dáma · e8 černý král · f8 černý střelec · h8 černý věž · a7 černý pěšec · b7 černý střelec · d7 černý pěšec · f7 černý pěšec · g7 černý pěšec · h7 černý pěšec · b6 černý pěšec · e6 černý pěšec · f6 černý jezdec · c4 bílý pěšec · d4 bílý jezdec · e4 bílý pěšec · a3 bílý pěšec · c3 bílý jezdec · b2 bílý pěšec · c2 bílý dáma · f2 bílý pěšec · g2 bílý pěšec · h2 bílý pěšec · a1 bílý věž · c1 bílý střelec · e1 bílý král · f1 bílý střelec · h1 bílý věž | a8 černý věž · b8 černý jezdec · d8 černý dáma · e8 černý král · f8 černý střelec · h8 černý věž · a7 černý pěšec · b7 černý střelec · d7 černý pěšec · f7 černý pěšec · g7 černý pěšec · h7 černý pěšec · b6 černý pěšec · e6 černý pěšec · f6 černý jezdec · c4 bílý pěšec · d4 bílý jezdec · e4 bílý pěšec · a3 bílý pěšec · c3 bílý jezdec · b2 bílý pěšec · c2 bílý dáma · f2 bílý pěšec · g2 bílý pěšec · h2 bílý pěšec · a1 bílý věž · c1 bílý střelec · e1 bílý král · f1 bílý střelec · h1 bílý věž | a8 černý věž · b8 černý jezdec · d8 černý dáma · e8 černý král · f8 černý střelec · h8 černý věž · a7 černý pěšec · b7 černý střelec · d7 černý pěšec · f7 černý pěšec · g7 černý pěšec · h7 černý pěšec · b6 černý pěšec · e6 černý pěšec · f6 černý jezdec · c4 bílý pěšec · d4 bílý jezdec · e4 bílý pěšec · a3 bílý pěšec · c3 bílý jezdec · b2 bílý pěšec · c2 bílý dáma · f2 bílý pěšec · g2 bílý pěšec · h2 bílý pěšec · a1 bílý věž · c1 bílý střelec · e1 bílý král · f1 bílý střelec · h1 bílý věž | a8 černý věž · b8 černý jezdec · d8 černý dáma · e8 černý král · f8 černý střelec · h8 černý věž · a7 černý pěšec · b7 černý střelec · d7 černý pěšec · f7 černý pěšec · g7 černý pěšec · h7 černý pěšec · b6 černý pěšec · e6 černý pěšec · f6 černý jezdec · c4 bílý pěšec · d4 bílý jezdec · e4 bílý pěšec · a3 bílý pěšec · c3 bílý jezdec · b2 bílý pěšec · c2 bílý dáma · f2 bílý pěšec · g2 bílý pěšec · h2 bílý pěšec · a1 bílý věž · c1 bílý střelec · e1 bílý král · f1 bílý střelec · h1 bílý věž | a8 černý věž · b8 černý jezdec · d8 černý dáma · e8 černý král · f8 černý střelec · h8 černý věž · a7 černý pěšec · b7 černý střelec · d7 černý pěšec · f7 černý pěšec · g7 černý pěšec · h7 černý pěšec · b6 černý pěšec · e6 černý pěšec · f6 černý jezdec · c4 bílý pěšec · d4 bílý jezdec · e4 bílý pěšec · a3 bílý pěšec · c3 bílý jezdec · b2 bílý pěšec · c2 bílý dáma · f2 bílý pěšec · g2 bílý pěšec · h2 bílý pěšec · a1 bílý věž · c1 bílý střelec · e1 bílý král · f1 bílý střelec · h1 bílý věž | a8 černý věž · b8 černý jezdec · d8 černý dáma · e8 černý král · f8 černý střelec · h8 černý věž · a7 černý pěšec · b7 černý střelec · d7 černý pěšec · f7 černý pěšec · g7 černý pěšec · h7 černý pěšec · b6 černý pěšec · e6 černý pěšec · f6 černý jezdec · c4 bílý pěšec · d4 bílý jezdec · e4 bílý pěšec · a3 bílý pěšec · c3 bílý jezdec · b2 bílý pěšec · c2 bílý dáma · f2 bílý pěšec · g2 bílý pěšec · h2 bílý pěšec · a1 bílý věž · c1 bílý střelec · e1 bílý král · f1 bílý střelec · h1 bílý věž | a8 černý věž · b8 černý jezdec · d8 černý dáma · e8 černý král · f8 černý střelec · h8 černý věž · a7 černý pěšec · b7 černý střelec · d7 černý pěšec · f7 černý pěšec · g7 černý pěšec · h7 černý pěšec · b6 černý pěšec · e6 černý pěšec · f6 černý jezdec · c4 bílý pěšec · d4 bílý jezdec · e4 bílý pěšec · a3 bílý pěšec · c3 bílý jezdec · b2 bílý pěšec · c2 bílý dáma · f2 bílý pěšec · g2 bílý pěšec · h2 bílý pěšec · a1 bílý věž · c1 bílý střelec · e1 bílý král · f1 bílý střelec · h1 bílý věž | 8 |
| 7 | a8 černý věž · b8 černý jezdec · d8 černý dáma · e8 černý král · f8 černý střelec · h8 černý věž · a7 černý pěšec · b7 černý střelec · d7 černý pěšec · f7 černý pěšec · g7 černý pěšec · h7 černý pěšec · b6 černý pěšec · e6 černý pěšec · f6 černý jezdec · c4 bílý pěšec · d4 bílý jezdec · e4 bílý pěšec · a3 bílý pěšec · c3 bílý jezdec · b2 bílý pěšec · c2 bílý dáma · f2 bílý pěšec · g2 bílý pěšec · h2 bílý pěšec · a1 bílý věž · c1 bílý střelec · e1 bílý král · f1 bílý střelec · h1 bílý věž | a8 černý věž · b8 černý jezdec · d8 černý dáma · e8 černý král · f8 černý střelec · h8 černý věž · a7 černý pěšec · b7 černý střelec · d7 černý pěšec · f7 černý pěšec · g7 černý pěšec · h7 černý pěšec · b6 černý pěšec · e6 černý pěšec · f6 černý jezdec · c4 bílý pěšec · d4 bílý jezdec · e4 bílý pěšec · a3 bílý pěšec · c3 bílý jezdec · b2 bílý pěšec · c2 bílý dáma · f2 bílý pěšec · g2 bílý pěšec · h2 bílý pěšec · a1 bílý věž · c1 bílý střelec · e1 bílý král · f1 bílý střelec · h1 bílý věž | a8 černý věž · b8 černý jezdec · d8 černý dáma · e8 černý král · f8 černý střelec · h8 černý věž · a7 černý pěšec · b7 černý střelec · d7 černý pěšec · f7 černý pěšec · g7 černý pěšec · h7 černý pěšec · b6 černý pěšec · e6 černý pěšec · f6 černý jezdec · c4 bílý pěšec · d4 bílý jezdec · e4 bílý pěšec · a3 bílý pěšec · c3 bílý jezdec · b2 bílý pěšec · c2 bílý dáma · f2 bílý pěšec · g2 bílý pěšec · h2 bílý pěšec · a1 bílý věž · c1 bílý střelec · e1 bílý král · f1 bílý střelec · h1 bílý věž | a8 černý věž · b8 černý jezdec · d8 černý dáma · e8 černý král · f8 černý střelec · h8 černý věž · a7 černý pěšec · b7 černý střelec · d7 černý pěšec · f7 černý pěšec · g7 černý pěšec · h7 černý pěšec · b6 černý pěšec · e6 černý pěšec · f6 černý jezdec · c4 bílý pěšec · d4 bílý jezdec · e4 bílý pěšec · a3 bílý pěšec · c3 bílý jezdec · b2 bílý pěšec · c2 bílý dáma · f2 bílý pěšec · g2 bílý pěšec · h2 bílý pěšec · a1 bílý věž · c1 bílý střelec · e1 bílý král · f1 bílý střelec · h1 bílý věž | a8 černý věž · b8 černý jezdec · d8 černý dáma · e8 černý král · f8 černý střelec · h8 černý věž · a7 černý pěšec · b7 černý střelec · d7 černý pěšec · f7 černý pěšec · g7 černý pěšec · h7 černý pěšec · b6 černý pěšec · e6 černý pěšec · f6 černý jezdec · c4 bílý pěšec · d4 bílý jezdec · e4 bílý pěšec · a3 bílý pěšec · c3 bílý jezdec · b2 bílý pěšec · c2 bílý dáma · f2 bílý pěšec · g2 bílý pěšec · h2 bílý pěšec · a1 bílý věž · c1 bílý střelec · e1 bílý král · f1 bílý střelec · h1 bílý věž | a8 černý věž · b8 černý jezdec · d8 černý dáma · e8 černý král · f8 černý střelec · h8 černý věž · a7 černý pěšec · b7 černý střelec · d7 černý pěšec · f7 černý pěšec · g7 černý pěšec · h7 černý pěšec · b6 černý pěšec · e6 černý pěšec · f6 černý jezdec · c4 bílý pěšec · d4 bílý jezdec · e4 bílý pěšec · a3 bílý pěšec · c3 bílý jezdec · b2 bílý pěšec · c2 bílý dáma · f2 bílý pěšec · g2 bílý pěšec · h2 bílý pěšec · a1 bílý věž · c1 bílý střelec · e1 bílý král · f1 bílý střelec · h1 bílý věž | a8 černý věž · b8 černý jezdec · d8 černý dáma · e8 černý král · f8 černý střelec · h8 černý věž · a7 černý pěšec · b7 černý střelec · d7 černý pěšec · f7 černý pěšec · g7 černý pěšec · h7 černý pěšec · b6 černý pěšec · e6 černý pěšec · f6 černý jezdec · c4 bílý pěšec · d4 bílý jezdec · e4 bílý pěšec · a3 bílý pěšec · c3 bílý jezdec · b2 bílý pěšec · c2 bílý dáma · f2 bílý pěšec · g2 bílý pěšec · h2 bílý pěšec · a1 bílý věž · c1 bílý střelec · e1 bílý král · f1 bílý střelec · h1 bílý věž | a8 černý věž · b8 černý jezdec · d8 černý dáma · e8 černý král · f8 černý střelec · h8 černý věž · a7 černý pěšec · b7 černý střelec · d7 černý pěšec · f7 černý pěšec · g7 černý pěšec · h7 černý pěšec · b6 černý pěšec · e6 černý pěšec · f6 černý jezdec · c4 bílý pěšec · d4 bílý jezdec · e4 bílý pěšec · a3 bílý pěšec · c3 bílý jezdec · b2 bílý pěšec · c2 bílý dáma · f2 bílý pěšec · g2 bílý pěšec · h2 bílý pěšec · a1 bílý věž · c1 bílý střelec · e1 bílý král · f1 bílý střelec · h1 bílý věž | 7 |
| 6 | a8 černý věž · b8 černý jezdec · d8 černý dáma · e8 černý král · f8 černý střelec · h8 černý věž · a7 černý pěšec · b7 černý střelec · d7 černý pěšec · f7 černý pěšec · g7 černý pěšec · h7 černý pěšec · b6 černý pěšec · e6 černý pěšec · f6 černý jezdec · c4 bílý pěšec · d4 bílý jezdec · e4 bílý pěšec · a3 bílý pěšec · c3 bílý jezdec · b2 bílý pěšec · c2 bílý dáma · f2 bílý pěšec · g2 bílý pěšec · h2 bílý pěšec · a1 bílý věž · c1 bílý střelec · e1 bílý král · f1 bílý střelec · h1 bílý věž | a8 černý věž · b8 černý jezdec · d8 černý dáma · e8 černý král · f8 černý střelec · h8 černý věž · a7 černý pěšec · b7 černý střelec · d7 černý pěšec · f7 černý pěšec · g7 černý pěšec · h7 černý pěšec · b6 černý pěšec · e6 černý pěšec · f6 černý jezdec · c4 bílý pěšec · d4 bílý jezdec · e4 bílý pěšec · a3 bílý pěšec · c3 bílý jezdec · b2 bílý pěšec · c2 bílý dáma · f2 bílý pěšec · g2 bílý pěšec · h2 bílý pěšec · a1 bílý věž · c1 bílý střelec · e1 bílý král · f1 bílý střelec · h1 bílý věž | a8 černý věž · b8 černý jezdec · d8 černý dáma · e8 černý král · f8 černý střelec · h8 černý věž · a7 černý pěšec · b7 černý střelec · d7 černý pěšec · f7 černý pěšec · g7 černý pěšec · h7 černý pěšec · b6 černý pěšec · e6 černý pěšec · f6 černý jezdec · c4 bílý pěšec · d4 bílý jezdec · e4 bílý pěšec · a3 bílý pěšec · c3 bílý jezdec · b2 bílý pěšec · c2 bílý dáma · f2 bílý pěšec · g2 bílý pěšec · h2 bílý pěšec · a1 bílý věž · c1 bílý střelec · e1 bílý král · f1 bílý střelec · h1 bílý věž | a8 černý věž · b8 černý jezdec · d8 černý dáma · e8 černý král · f8 černý střelec · h8 černý věž · a7 černý pěšec · b7 černý střelec · d7 černý pěšec · f7 černý pěšec · g7 černý pěšec · h7 černý pěšec · b6 černý pěšec · e6 černý pěšec · f6 černý jezdec · c4 bílý pěšec · d4 bílý jezdec · e4 bílý pěšec · a3 bílý pěšec · c3 bílý jezdec · b2 bílý pěšec · c2 bílý dáma · f2 bílý pěšec · g2 bílý pěšec · h2 bílý pěšec · a1 bílý věž · c1 bílý střelec · e1 bílý král · f1 bílý střelec · h1 bílý věž | a8 černý věž · b8 černý jezdec · d8 černý dáma · e8 černý král · f8 černý střelec · h8 černý věž · a7 černý pěšec · b7 černý střelec · d7 černý pěšec · f7 černý pěšec · g7 černý pěšec · h7 černý pěšec · b6 černý pěšec · e6 černý pěšec · f6 černý jezdec · c4 bílý pěšec · d4 bílý jezdec · e4 bílý pěšec · a3 bílý pěšec · c3 bílý jezdec · b2 bílý pěšec · c2 bílý dáma · f2 bílý pěšec · g2 bílý pěšec · h2 bílý pěšec · a1 bílý věž · c1 bílý střelec · e1 bílý král · f1 bílý střelec · h1 bílý věž | a8 černý věž · b8 černý jezdec · d8 černý dáma · e8 černý král · f8 černý střelec · h8 černý věž · a7 černý pěšec · b7 černý střelec · d7 černý pěšec · f7 černý pěšec · g7 černý pěšec · h7 černý pěšec · b6 černý pěšec · e6 černý pěšec · f6 černý jezdec · c4 bílý pěšec · d4 bílý jezdec · e4 bílý pěšec · a3 bílý pěšec · c3 bílý jezdec · b2 bílý pěšec · c2 bílý dáma · f2 bílý pěšec · g2 bílý pěšec · h2 bílý pěšec · a1 bílý věž · c1 bílý střelec · e1 bílý král · f1 bílý střelec · h1 bílý věž | a8 černý věž · b8 černý jezdec · d8 černý dáma · e8 černý král · f8 černý střelec · h8 černý věž · a7 černý pěšec · b7 černý střelec · d7 černý pěšec · f7 černý pěšec · g7 černý pěšec · h7 černý pěšec · b6 černý pěšec · e6 černý pěšec · f6 černý jezdec · c4 bílý pěšec · d4 bílý jezdec · e4 bílý pěšec · a3 bílý pěšec · c3 bílý jezdec · b2 bílý pěšec · c2 bílý dáma · f2 bílý pěšec · g2 bílý pěšec · h2 bílý pěšec · a1 bílý věž · c1 bílý střelec · e1 bílý král · f1 bílý střelec · h1 bílý věž | a8 černý věž · b8 černý jezdec · d8 černý dáma · e8 černý král · f8 černý střelec · h8 černý věž · a7 černý pěšec · b7 černý střelec · d7 černý pěšec · f7 černý pěšec · g7 černý pěšec · h7 černý pěšec · b6 černý pěšec · e6 černý pěšec · f6 černý jezdec · c4 bílý pěšec · d4 bílý jezdec · e4 bílý pěšec · a3 bílý pěšec · c3 bílý jezdec · b2 bílý pěšec · c2 bílý dáma · f2 bílý pěšec · g2 bílý pěšec · h2 bílý pěšec · a1 bílý věž · c1 bílý střelec · e1 bílý král · f1 bílý střelec · h1 bílý věž | 6 |
| 5 | a8 černý věž · b8 černý jezdec · d8 černý dáma · e8 černý král · f8 černý střelec · h8 černý věž · a7 černý pěšec · b7 černý střelec · d7 černý pěšec · f7 černý pěšec · g7 černý pěšec · h7 černý pěšec · b6 černý pěšec · e6 černý pěšec · f6 černý jezdec · c4 bílý pěšec · d4 bílý jezdec · e4 bílý pěšec · a3 bílý pěšec · c3 bílý jezdec · b2 bílý pěšec · c2 bílý dáma · f2 bílý pěšec · g2 bílý pěšec · h2 bílý pěšec · a1 bílý věž · c1 bílý střelec · e1 bílý král · f1 bílý střelec · h1 bílý věž | a8 černý věž · b8 černý jezdec · d8 černý dáma · e8 černý král · f8 černý střelec · h8 černý věž · a7 černý pěšec · b7 černý střelec · d7 černý pěšec · f7 černý pěšec · g7 černý pěšec · h7 černý pěšec · b6 černý pěšec · e6 černý pěšec · f6 černý jezdec · c4 bílý pěšec · d4 bílý jezdec · e4 bílý pěšec · a3 bílý pěšec · c3 bílý jezdec · b2 bílý pěšec · c2 bílý dáma · f2 bílý pěšec · g2 bílý pěšec · h2 bílý pěšec · a1 bílý věž · c1 bílý střelec · e1 bílý král · f1 bílý střelec · h1 bílý věž | a8 černý věž · b8 černý jezdec · d8 černý dáma · e8 černý král · f8 černý střelec · h8 černý věž · a7 černý pěšec · b7 černý střelec · d7 černý pěšec · f7 černý pěšec · g7 černý pěšec · h7 černý pěšec · b6 černý pěšec · e6 černý pěšec · f6 černý jezdec · c4 bílý pěšec · d4 bílý jezdec · e4 bílý pěšec · a3 bílý pěšec · c3 bílý jezdec · b2 bílý pěšec · c2 bílý dáma · f2 bílý pěšec · g2 bílý pěšec · h2 bílý pěšec · a1 bílý věž · c1 bílý střelec · e1 bílý král · f1 bílý střelec · h1 bílý věž | a8 černý věž · b8 černý jezdec · d8 černý dáma · e8 černý král · f8 černý střelec · h8 černý věž · a7 černý pěšec · b7 černý střelec · d7 černý pěšec · f7 černý pěšec · g7 černý pěšec · h7 černý pěšec · b6 černý pěšec · e6 černý pěšec · f6 černý jezdec · c4 bílý pěšec · d4 bílý jezdec · e4 bílý pěšec · a3 bílý pěšec · c3 bílý jezdec · b2 bílý pěšec · c2 bílý dáma · f2 bílý pěšec · g2 bílý pěšec · h2 bílý pěšec · a1 bílý věž · c1 bílý střelec · e1 bílý král · f1 bílý střelec · h1 bílý věž | a8 černý věž · b8 černý jezdec · d8 černý dáma · e8 černý král · f8 černý střelec · h8 černý věž · a7 černý pěšec · b7 černý střelec · d7 černý pěšec · f7 černý pěšec · g7 černý pěšec · h7 černý pěšec · b6 černý pěšec · e6 černý pěšec · f6 černý jezdec · c4 bílý pěšec · d4 bílý jezdec · e4 bílý pěšec · a3 bílý pěšec · c3 bílý jezdec · b2 bílý pěšec · c2 bílý dáma · f2 bílý pěšec · g2 bílý pěšec · h2 bílý pěšec · a1 bílý věž · c1 bílý střelec · e1 bílý král · f1 bílý střelec · h1 bílý věž | a8 černý věž · b8 černý jezdec · d8 černý dáma · e8 černý král · f8 černý střelec · h8 černý věž · a7 černý pěšec · b7 černý střelec · d7 černý pěšec · f7 černý pěšec · g7 černý pěšec · h7 černý pěšec · b6 černý pěšec · e6 černý pěšec · f6 černý jezdec · c4 bílý pěšec · d4 bílý jezdec · e4 bílý pěšec · a3 bílý pěšec · c3 bílý jezdec · b2 bílý pěšec · c2 bílý dáma · f2 bílý pěšec · g2 bílý pěšec · h2 bílý pěšec · a1 bílý věž · c1 bílý střelec · e1 bílý král · f1 bílý střelec · h1 bílý věž | a8 černý věž · b8 černý jezdec · d8 černý dáma · e8 černý král · f8 černý střelec · h8 černý věž · a7 černý pěšec · b7 černý střelec · d7 černý pěšec · f7 černý pěšec · g7 černý pěšec · h7 černý pěšec · b6 černý pěšec · e6 černý pěšec · f6 černý jezdec · c4 bílý pěšec · d4 bílý jezdec · e4 bílý pěšec · a3 bílý pěšec · c3 bílý jezdec · b2 bílý pěšec · c2 bílý dáma · f2 bílý pěšec · g2 bílý pěšec · h2 bílý pěšec · a1 bílý věž · c1 bílý střelec · e1 bílý král · f1 bílý střelec · h1 bílý věž | a8 černý věž · b8 černý jezdec · d8 černý dáma · e8 černý král · f8 černý střelec · h8 černý věž · a7 černý pěšec · b7 černý střelec · d7 černý pěšec · f7 černý pěšec · g7 černý pěšec · h7 černý pěšec · b6 černý pěšec · e6 černý pěšec · f6 černý jezdec · c4 bílý pěšec · d4 bílý jezdec · e4 bílý pěšec · a3 bílý pěšec · c3 bílý jezdec · b2 bílý pěšec · c2 bílý dáma · f2 bílý pěšec · g2 bílý pěšec · h2 bílý pěšec · a1 bílý věž · c1 bílý střelec · e1 bílý král · f1 bílý střelec · h1 bílý věž | 5 |
| 4 | a8 černý věž · b8 černý jezdec · d8 černý dáma · e8 černý král · f8 černý střelec · h8 černý věž · a7 černý pěšec · b7 černý střelec · d7 černý pěšec · f7 černý pěšec · g7 černý pěšec · h7 černý pěšec · b6 černý pěšec · e6 černý pěšec · f6 černý jezdec · c4 bílý pěšec · d4 bílý jezdec · e4 bílý pěšec · a3 bílý pěšec · c3 bílý jezdec · b2 bílý pěšec · c2 bílý dáma · f2 bílý pěšec · g2 bílý pěšec · h2 bílý pěšec · a1 bílý věž · c1 bílý střelec · e1 bílý král · f1 bílý střelec · h1 bílý věž | a8 černý věž · b8 černý jezdec · d8 černý dáma · e8 černý král · f8 černý střelec · h8 černý věž · a7 černý pěšec · b7 černý střelec · d7 černý pěšec · f7 černý pěšec · g7 černý pěšec · h7 černý pěšec · b6 černý pěšec · e6 černý pěšec · f6 černý jezdec · c4 bílý pěšec · d4 bílý jezdec · e4 bílý pěšec · a3 bílý pěšec · c3 bílý jezdec · b2 bílý pěšec · c2 bílý dáma · f2 bílý pěšec · g2 bílý pěšec · h2 bílý pěšec · a1 bílý věž · c1 bílý střelec · e1 bílý král · f1 bílý střelec · h1 bílý věž | a8 černý věž · b8 černý jezdec · d8 černý dáma · e8 černý král · f8 černý střelec · h8 černý věž · a7 černý pěšec · b7 černý střelec · d7 černý pěšec · f7 černý pěšec · g7 černý pěšec · h7 černý pěšec · b6 černý pěšec · e6 černý pěšec · f6 černý jezdec · c4 bílý pěšec · d4 bílý jezdec · e4 bílý pěšec · a3 bílý pěšec · c3 bílý jezdec · b2 bílý pěšec · c2 bílý dáma · f2 bílý pěšec · g2 bílý pěšec · h2 bílý pěšec · a1 bílý věž · c1 bílý střelec · e1 bílý král · f1 bílý střelec · h1 bílý věž | a8 černý věž · b8 černý jezdec · d8 černý dáma · e8 černý král · f8 černý střelec · h8 černý věž · a7 černý pěšec · b7 černý střelec · d7 černý pěšec · f7 černý pěšec · g7 černý pěšec · h7 černý pěšec · b6 černý pěšec · e6 černý pěšec · f6 černý jezdec · c4 bílý pěšec · d4 bílý jezdec · e4 bílý pěšec · a3 bílý pěšec · c3 bílý jezdec · b2 bílý pěšec · c2 bílý dáma · f2 bílý pěšec · g2 bílý pěšec · h2 bílý pěšec · a1 bílý věž · c1 bílý střelec · e1 bílý král · f1 bílý střelec · h1 bílý věž | a8 černý věž · b8 černý jezdec · d8 černý dáma · e8 černý král · f8 černý střelec · h8 černý věž · a7 černý pěšec · b7 černý střelec · d7 černý pěšec · f7 černý pěšec · g7 černý pěšec · h7 černý pěšec · b6 černý pěšec · e6 černý pěšec · f6 černý jezdec · c4 bílý pěšec · d4 bílý jezdec · e4 bílý pěšec · a3 bílý pěšec · c3 bílý jezdec · b2 bílý pěšec · c2 bílý dáma · f2 bílý pěšec · g2 bílý pěšec · h2 bílý pěšec · a1 bílý věž · c1 bílý střelec · e1 bílý král · f1 bílý střelec · h1 bílý věž | a8 černý věž · b8 černý jezdec · d8 černý dáma · e8 černý král · f8 černý střelec · h8 černý věž · a7 černý pěšec · b7 černý střelec · d7 černý pěšec · f7 černý pěšec · g7 černý pěšec · h7 černý pěšec · b6 černý pěšec · e6 černý pěšec · f6 černý jezdec · c4 bílý pěšec · d4 bílý jezdec · e4 bílý pěšec · a3 bílý pěšec · c3 bílý jezdec · b2 bílý pěšec · c2 bílý dáma · f2 bílý pěšec · g2 bílý pěšec · h2 bílý pěšec · a1 bílý věž · c1 bílý střelec · e1 bílý král · f1 bílý střelec · h1 bílý věž | a8 černý věž · b8 černý jezdec · d8 černý dáma · e8 černý král · f8 černý střelec · h8 černý věž · a7 černý pěšec · b7 černý střelec · d7 černý pěšec · f7 černý pěšec · g7 černý pěšec · h7 černý pěšec · b6 černý pěšec · e6 černý pěšec · f6 černý jezdec · c4 bílý pěšec · d4 bílý jezdec · e4 bílý pěšec · a3 bílý pěšec · c3 bílý jezdec · b2 bílý pěšec · c2 bílý dáma · f2 bílý pěšec · g2 bílý pěšec · h2 bílý pěšec · a1 bílý věž · c1 bílý střelec · e1 bílý král · f1 bílý střelec · h1 bílý věž | a8 černý věž · b8 černý jezdec · d8 černý dáma · e8 černý král · f8 černý střelec · h8 černý věž · a7 černý pěšec · b7 černý střelec · d7 černý pěšec · f7 černý pěšec · g7 černý pěšec · h7 černý pěšec · b6 černý pěšec · e6 černý pěšec · f6 černý jezdec · c4 bílý pěšec · d4 bílý jezdec · e4 bílý pěšec · a3 bílý pěšec · c3 bílý jezdec · b2 bílý pěšec · c2 bílý dáma · f2 bílý pěšec · g2 bílý pěšec · h2 bílý pěšec · a1 bílý věž · c1 bílý střelec · e1 bílý král · f1 bílý střelec · h1 bílý věž | 4 |
| 3 | a8 černý věž · b8 černý jezdec · d8 černý dáma · e8 černý král · f8 černý střelec · h8 černý věž · a7 černý pěšec · b7 černý střelec · d7 černý pěšec · f7 černý pěšec · g7 černý pěšec · h7 černý pěšec · b6 černý pěšec · e6 černý pěšec · f6 černý jezdec · c4 bílý pěšec · d4 bílý jezdec · e4 bílý pěšec · a3 bílý pěšec · c3 bílý jezdec · b2 bílý pěšec · c2 bílý dáma · f2 bílý pěšec · g2 bílý pěšec · h2 bílý pěšec · a1 bílý věž · c1 bílý střelec · e1 bílý král · f1 bílý střelec · h1 bílý věž | a8 černý věž · b8 černý jezdec · d8 černý dáma · e8 černý král · f8 černý střelec · h8 černý věž · a7 černý pěšec · b7 černý střelec · d7 černý pěšec · f7 černý pěšec · g7 černý pěšec · h7 černý pěšec · b6 černý pěšec · e6 černý pěšec · f6 černý jezdec · c4 bílý pěšec · d4 bílý jezdec · e4 bílý pěšec · a3 bílý pěšec · c3 bílý jezdec · b2 bílý pěšec · c2 bílý dáma · f2 bílý pěšec · g2 bílý pěšec · h2 bílý pěšec · a1 bílý věž · c1 bílý střelec · e1 bílý král · f1 bílý střelec · h1 bílý věž | a8 černý věž · b8 černý jezdec · d8 černý dáma · e8 černý král · f8 černý střelec · h8 černý věž · a7 černý pěšec · b7 černý střelec · d7 černý pěšec · f7 černý pěšec · g7 černý pěšec · h7 černý pěšec · b6 černý pěšec · e6 černý pěšec · f6 černý jezdec · c4 bílý pěšec · d4 bílý jezdec · e4 bílý pěšec · a3 bílý pěšec · c3 bílý jezdec · b2 bílý pěšec · c2 bílý dáma · f2 bílý pěšec · g2 bílý pěšec · h2 bílý pěšec · a1 bílý věž · c1 bílý střelec · e1 bílý král · f1 bílý střelec · h1 bílý věž | a8 černý věž · b8 černý jezdec · d8 černý dáma · e8 černý král · f8 černý střelec · h8 černý věž · a7 černý pěšec · b7 černý střelec · d7 černý pěšec · f7 černý pěšec · g7 černý pěšec · h7 černý pěšec · b6 černý pěšec · e6 černý pěšec · f6 černý jezdec · c4 bílý pěšec · d4 bílý jezdec · e4 bílý pěšec · a3 bílý pěšec · c3 bílý jezdec · b2 bílý pěšec · c2 bílý dáma · f2 bílý pěšec · g2 bílý pěšec · h2 bílý pěšec · a1 bílý věž · c1 bílý střelec · e1 bílý král · f1 bílý střelec · h1 bílý věž | a8 černý věž · b8 černý jezdec · d8 černý dáma · e8 černý král · f8 černý střelec · h8 černý věž · a7 černý pěšec · b7 černý střelec · d7 černý pěšec · f7 černý pěšec · g7 černý pěšec · h7 černý pěšec · b6 černý pěšec · e6 černý pěšec · f6 černý jezdec · c4 bílý pěšec · d4 bílý jezdec · e4 bílý pěšec · a3 bílý pěšec · c3 bílý jezdec · b2 bílý pěšec · c2 bílý dáma · f2 bílý pěšec · g2 bílý pěšec · h2 bílý pěšec · a1 bílý věž · c1 bílý střelec · e1 bílý král · f1 bílý střelec · h1 bílý věž | a8 černý věž · b8 černý jezdec · d8 černý dáma · e8 černý král · f8 černý střelec · h8 černý věž · a7 černý pěšec · b7 černý střelec · d7 černý pěšec · f7 černý pěšec · g7 černý pěšec · h7 černý pěšec · b6 černý pěšec · e6 černý pěšec · f6 černý jezdec · c4 bílý pěšec · d4 bílý jezdec · e4 bílý pěšec · a3 bílý pěšec · c3 bílý jezdec · b2 bílý pěšec · c2 bílý dáma · f2 bílý pěšec · g2 bílý pěšec · h2 bílý pěšec · a1 bílý věž · c1 bílý střelec · e1 bílý král · f1 bílý střelec · h1 bílý věž | a8 černý věž · b8 černý jezdec · d8 černý dáma · e8 černý král · f8 černý střelec · h8 černý věž · a7 černý pěšec · b7 černý střelec · d7 černý pěšec · f7 černý pěšec · g7 černý pěšec · h7 černý pěšec · b6 černý pěšec · e6 černý pěšec · f6 černý jezdec · c4 bílý pěšec · d4 bílý jezdec · e4 bílý pěšec · a3 bílý pěšec · c3 bílý jezdec · b2 bílý pěšec · c2 bílý dáma · f2 bílý pěšec · g2 bílý pěšec · h2 bílý pěšec · a1 bílý věž · c1 bílý střelec · e1 bílý král · f1 bílý střelec · h1 bílý věž | a8 černý věž · b8 černý jezdec · d8 černý dáma · e8 černý král · f8 černý střelec · h8 černý věž · a7 černý pěšec · b7 černý střelec · d7 černý pěšec · f7 černý pěšec · g7 černý pěšec · h7 černý pěšec · b6 černý pěšec · e6 černý pěšec · f6 černý jezdec · c4 bílý pěšec · d4 bílý jezdec · e4 bílý pěšec · a3 bílý pěšec · c3 bílý jezdec · b2 bílý pěšec · c2 bílý dáma · f2 bílý pěšec · g2 bílý pěšec · h2 bílý pěšec · a1 bílý věž · c1 bílý střelec · e1 bílý král · f1 bílý střelec · h1 bílý věž | 3 |
| 2 | a8 černý věž · b8 černý jezdec · d8 černý dáma · e8 černý král · f8 černý střelec · h8 černý věž · a7 černý pěšec · b7 černý střelec · d7 černý pěšec · f7 černý pěšec · g7 černý pěšec · h7 černý pěšec · b6 černý pěšec · e6 černý pěšec · f6 černý jezdec · c4 bílý pěšec · d4 bílý jezdec · e4 bílý pěšec · a3 bílý pěšec · c3 bílý jezdec · b2 bílý pěšec · c2 bílý dáma · f2 bílý pěšec · g2 bílý pěšec · h2 bílý pěšec · a1 bílý věž · c1 bílý střelec · e1 bílý král · f1 bílý střelec · h1 bílý věž | a8 černý věž · b8 černý jezdec · d8 černý dáma · e8 černý král · f8 černý střelec · h8 černý věž · a7 černý pěšec · b7 černý střelec · d7 černý pěšec · f7 černý pěšec · g7 černý pěšec · h7 černý pěšec · b6 černý pěšec · e6 černý pěšec · f6 černý jezdec · c4 bílý pěšec · d4 bílý jezdec · e4 bílý pěšec · a3 bílý pěšec · c3 bílý jezdec · b2 bílý pěšec · c2 bílý dáma · f2 bílý pěšec · g2 bílý pěšec · h2 bílý pěšec · a1 bílý věž · c1 bílý střelec · e1 bílý král · f1 bílý střelec · h1 bílý věž | a8 černý věž · b8 černý jezdec · d8 černý dáma · e8 černý král · f8 černý střelec · h8 černý věž · a7 černý pěšec · b7 černý střelec · d7 černý pěšec · f7 černý pěšec · g7 černý pěšec · h7 černý pěšec · b6 černý pěšec · e6 černý pěšec · f6 černý jezdec · c4 bílý pěšec · d4 bílý jezdec · e4 bílý pěšec · a3 bílý pěšec · c3 bílý jezdec · b2 bílý pěšec · c2 bílý dáma · f2 bílý pěšec · g2 bílý pěšec · h2 bílý pěšec · a1 bílý věž · c1 bílý střelec · e1 bílý král · f1 bílý střelec · h1 bílý věž | a8 černý věž · b8 černý jezdec · d8 černý dáma · e8 černý král · f8 černý střelec · h8 černý věž · a7 černý pěšec · b7 černý střelec · d7 černý pěšec · f7 černý pěšec · g7 černý pěšec · h7 černý pěšec · b6 černý pěšec · e6 černý pěšec · f6 černý jezdec · c4 bílý pěšec · d4 bílý jezdec · e4 bílý pěšec · a3 bílý pěšec · c3 bílý jezdec · b2 bílý pěšec · c2 bílý dáma · f2 bílý pěšec · g2 bílý pěšec · h2 bílý pěšec · a1 bílý věž · c1 bílý střelec · e1 bílý král · f1 bílý střelec · h1 bílý věž | a8 černý věž · b8 černý jezdec · d8 černý dáma · e8 černý král · f8 černý střelec · h8 černý věž · a7 černý pěšec · b7 černý střelec · d7 černý pěšec · f7 černý pěšec · g7 černý pěšec · h7 černý pěšec · b6 černý pěšec · e6 černý pěšec · f6 černý jezdec · c4 bílý pěšec · d4 bílý jezdec · e4 bílý pěšec · a3 bílý pěšec · c3 bílý jezdec · b2 bílý pěšec · c2 bílý dáma · f2 bílý pěšec · g2 bílý pěšec · h2 bílý pěšec · a1 bílý věž · c1 bílý střelec · e1 bílý král · f1 bílý střelec · h1 bílý věž | a8 černý věž · b8 černý jezdec · d8 černý dáma · e8 černý král · f8 černý střelec · h8 černý věž · a7 černý pěšec · b7 černý střelec · d7 černý pěšec · f7 černý pěšec · g7 černý pěšec · h7 černý pěšec · b6 černý pěšec · e6 černý pěšec · f6 černý jezdec · c4 bílý pěšec · d4 bílý jezdec · e4 bílý pěšec · a3 bílý pěšec · c3 bílý jezdec · b2 bílý pěšec · c2 bílý dáma · f2 bílý pěšec · g2 bílý pěšec · h2 bílý pěšec · a1 bílý věž · c1 bílý střelec · e1 bílý král · f1 bílý střelec · h1 bílý věž | a8 černý věž · b8 černý jezdec · d8 černý dáma · e8 černý král · f8 černý střelec · h8 černý věž · a7 černý pěšec · b7 černý střelec · d7 černý pěšec · f7 černý pěšec · g7 černý pěšec · h7 černý pěšec · b6 černý pěšec · e6 černý pěšec · f6 černý jezdec · c4 bílý pěšec · d4 bílý jezdec · e4 bílý pěšec · a3 bílý pěšec · c3 bílý jezdec · b2 bílý pěšec · c2 bílý dáma · f2 bílý pěšec · g2 bílý pěšec · h2 bílý pěšec · a1 bílý věž · c1 bílý střelec · e1 bílý král · f1 bílý střelec · h1 bílý věž | a8 černý věž · b8 černý jezdec · d8 černý dáma · e8 černý král · f8 černý střelec · h8 černý věž · a7 černý pěšec · b7 černý střelec · d7 černý pěšec · f7 černý pěšec · g7 černý pěšec · h7 černý pěšec · b6 černý pěšec · e6 černý pěšec · f6 černý jezdec · c4 bílý pěšec · d4 bílý jezdec · e4 bílý pěšec · a3 bílý pěšec · c3 bílý jezdec · b2 bílý pěšec · c2 bílý dáma · f2 bílý pěšec · g2 bílý pěšec · h2 bílý pěšec · a1 bílý věž · c1 bílý střelec · e1 bílý král · f1 bílý střelec · h1 bílý věž | 2 |
| 1 | a8 černý věž · b8 černý jezdec · d8 černý dáma · e8 černý král · f8 černý střelec · h8 černý věž · a7 černý pěšec · b7 černý střelec · d7 černý pěšec · f7 černý pěšec · g7 černý pěšec · h7 černý pěšec · b6 černý pěšec · e6 černý pěšec · f6 černý jezdec · c4 bílý pěšec · d4 bílý jezdec · e4 bílý pěšec · a3 bílý pěšec · c3 bílý jezdec · b2 bílý pěšec · c2 bílý dáma · f2 bílý pěšec · g2 bílý pěšec · h2 bílý pěšec · a1 bílý věž · c1 bílý střelec · e1 bílý král · f1 bílý střelec · h1 bílý věž | a8 černý věž · b8 černý jezdec · d8 černý dáma · e8 černý král · f8 černý střelec · h8 černý věž · a7 černý pěšec · b7 černý střelec · d7 černý pěšec · f7 černý pěšec · g7 černý pěšec · h7 černý pěšec · b6 černý pěšec · e6 černý pěšec · f6 černý jezdec · c4 bílý pěšec · d4 bílý jezdec · e4 bílý pěšec · a3 bílý pěšec · c3 bílý jezdec · b2 bílý pěšec · c2 bílý dáma · f2 bílý pěšec · g2 bílý pěšec · h2 bílý pěšec · a1 bílý věž · c1 bílý střelec · e1 bílý král · f1 bílý střelec · h1 bílý věž | a8 černý věž · b8 černý jezdec · d8 černý dáma · e8 černý král · f8 černý střelec · h8 černý věž · a7 černý pěšec · b7 černý střelec · d7 černý pěšec · f7 černý pěšec · g7 černý pěšec · h7 černý pěšec · b6 černý pěšec · e6 černý pěšec · f6 černý jezdec · c4 bílý pěšec · d4 bílý jezdec · e4 bílý pěšec · a3 bílý pěšec · c3 bílý jezdec · b2 bílý pěšec · c2 bílý dáma · f2 bílý pěšec · g2 bílý pěšec · h2 bílý pěšec · a1 bílý věž · c1 bílý střelec · e1 bílý král · f1 bílý střelec · h1 bílý věž | a8 černý věž · b8 černý jezdec · d8 černý dáma · e8 černý král · f8 černý střelec · h8 černý věž · a7 černý pěšec · b7 černý střelec · d7 černý pěšec · f7 černý pěšec · g7 černý pěšec · h7 černý pěšec · b6 černý pěšec · e6 černý pěšec · f6 černý jezdec · c4 bílý pěšec · d4 bílý jezdec · e4 bílý pěšec · a3 bílý pěšec · c3 bílý jezdec · b2 bílý pěšec · c2 bílý dáma · f2 bílý pěšec · g2 bílý pěšec · h2 bílý pěšec · a1 bílý věž · c1 bílý střelec · e1 bílý král · f1 bílý střelec · h1 bílý věž | a8 černý věž · b8 černý jezdec · d8 černý dáma · e8 černý král · f8 černý střelec · h8 černý věž · a7 černý pěšec · b7 černý střelec · d7 černý pěšec · f7 černý pěšec · g7 černý pěšec · h7 černý pěšec · b6 černý pěšec · e6 černý pěšec · f6 černý jezdec · c4 bílý pěšec · d4 bílý jezdec · e4 bílý pěšec · a3 bílý pěšec · c3 bílý jezdec · b2 bílý pěšec · c2 bílý dáma · f2 bílý pěšec · g2 bílý pěšec · h2 bílý pěšec · a1 bílý věž · c1 bílý střelec · e1 bílý král · f1 bílý střelec · h1 bílý věž | a8 černý věž · b8 černý jezdec · d8 černý dáma · e8 černý král · f8 černý střelec · h8 černý věž · a7 černý pěšec · b7 černý střelec · d7 černý pěšec · f7 černý pěšec · g7 černý pěšec · h7 černý pěšec · b6 černý pěšec · e6 černý pěšec · f6 černý jezdec · c4 bílý pěšec · d4 bílý jezdec · e4 bílý pěšec · a3 bílý pěšec · c3 bílý jezdec · b2 bílý pěšec · c2 bílý dáma · f2 bílý pěšec · g2 bílý pěšec · h2 bílý pěšec · a1 bílý věž · c1 bílý střelec · e1 bílý král · f1 bílý střelec · h1 bílý věž | a8 černý věž · b8 černý jezdec · d8 černý dáma · e8 černý král · f8 černý střelec · h8 černý věž · a7 černý pěšec · b7 černý střelec · d7 černý pěšec · f7 černý pěšec · g7 černý pěšec · h7 černý pěšec · b6 černý pěšec · e6 černý pěšec · f6 černý jezdec · c4 bílý pěšec · d4 bílý jezdec · e4 bílý pěšec · a3 bílý pěšec · c3 bílý jezdec · b2 bílý pěšec · c2 bílý dáma · f2 bílý pěšec · g2 bílý pěšec · h2 bílý pěšec · a1 bílý věž · c1 bílý střelec · e1 bílý král · f1 bílý střelec · h1 bílý věž | a8 černý věž · b8 černý jezdec · d8 černý dáma · e8 černý král · f8 černý střelec · h8 černý věž · a7 černý pěšec · b7 černý střelec · d7 černý pěšec · f7 černý pěšec · g7 černý pěšec · h7 černý pěšec · b6 černý pěšec · e6 černý pěšec · f6 černý jezdec · c4 bílý pěšec · d4 bílý jezdec · e4 bílý pěšec · a3 bílý pěšec · c3 bílý jezdec · b2 bílý pěšec · c2 bílý dáma · f2 bílý pěšec · g2 bílý pěšec · h2 bílý pěšec · a1 bílý věž · c1 bílý střelec · e1 bílý král · f1 bílý střelec · h1 bílý věž | 1 |
|   | a | b | c | d | e | f | g | h |   |

|   | a | b | c | d | e | f | g | h |   |
| 8 | a8 černý věž · b8 černý jezdec · d8 černý dáma · e8 černý král · h8 černý věž · a7 černý pěšec · e7 černý střelec · f7 černý pěšec · g7 černý pěšec · h7 černý pěšec · a6 černý střelec · b6 černý pěšec · c6 černý pěšec · e6 černý pěšec · f6 černý jezdec · d5 černý pěšec · c4 bílý pěšec · d4 bílý pěšec · b3 bílý pěšec · c3 bílý střelec · f3 bílý jezdec · g3 bílý pěšec · a2 bílý pěšec · e2 bílý pěšec · f2 bílý pěšec · g2 bílý střelec · h2 bílý pěšec · a1 bílý věž · b1 bílý jezdec · d1 bílý dáma · e1 bílý král · h1 bílý věž | a8 černý věž · b8 černý jezdec · d8 černý dáma · e8 černý král · h8 černý věž · a7 černý pěšec · e7 černý střelec · f7 černý pěšec · g7 černý pěšec · h7 černý pěšec · a6 černý střelec · b6 černý pěšec · c6 černý pěšec · e6 černý pěšec · f6 černý jezdec · d5 černý pěšec · c4 bílý pěšec · d4 bílý pěšec · b3 bílý pěšec · c3 bílý střelec · f3 bílý jezdec · g3 bílý pěšec · a2 bílý pěšec · e2 bílý pěšec · f2 bílý pěšec · g2 bílý střelec · h2 bílý pěšec · a1 bílý věž · b1 bílý jezdec · d1 bílý dáma · e1 bílý král · h1 bílý věž | a8 černý věž · b8 černý jezdec · d8 černý dáma · e8 černý král · h8 černý věž · a7 černý pěšec · e7 černý střelec · f7 černý pěšec · g7 černý pěšec · h7 černý pěšec · a6 černý střelec · b6 černý pěšec · c6 černý pěšec · e6 černý pěšec · f6 černý jezdec · d5 černý pěšec · c4 bílý pěšec · d4 bílý pěšec · b3 bílý pěšec · c3 bílý střelec · f3 bílý jezdec · g3 bílý pěšec · a2 bílý pěšec · e2 bílý pěšec · f2 bílý pěšec · g2 bílý střelec · h2 bílý pěšec · a1 bílý věž · b1 bílý jezdec · d1 bílý dáma · e1 bílý král · h1 bílý věž | a8 černý věž · b8 černý jezdec · d8 černý dáma · e8 černý král · h8 černý věž · a7 černý pěšec · e7 černý střelec · f7 černý pěšec · g7 černý pěšec · h7 černý pěšec · a6 černý střelec · b6 černý pěšec · c6 černý pěšec · e6 černý pěšec · f6 černý jezdec · d5 černý pěšec · c4 bílý pěšec · d4 bílý pěšec · b3 bílý pěšec · c3 bílý střelec · f3 bílý jezdec · g3 bílý pěšec · a2 bílý pěšec · e2 bílý pěšec · f2 bílý pěšec · g2 bílý střelec · h2 bílý pěšec · a1 bílý věž · b1 bílý jezdec · d1 bílý dáma · e1 bílý král · h1 bílý věž | a8 černý věž · b8 černý jezdec · d8 černý dáma · e8 černý král · h8 černý věž · a7 černý pěšec · e7 černý střelec · f7 černý pěšec · g7 černý pěšec · h7 černý pěšec · a6 černý střelec · b6 černý pěšec · c6 černý pěšec · e6 černý pěšec · f6 černý jezdec · d5 černý pěšec · c4 bílý pěšec · d4 bílý pěšec · b3 bílý pěšec · c3 bílý střelec · f3 bílý jezdec · g3 bílý pěšec · a2 bílý pěšec · e2 bílý pěšec · f2 bílý pěšec · g2 bílý střelec · h2 bílý pěšec · a1 bílý věž · b1 bílý jezdec · d1 bílý dáma · e1 bílý král · h1 bílý věž | a8 černý věž · b8 černý jezdec · d8 černý dáma · e8 černý král · h8 černý věž · a7 černý pěšec · e7 černý střelec · f7 černý pěšec · g7 černý pěšec · h7 černý pěšec · a6 černý střelec · b6 černý pěšec · c6 černý pěšec · e6 černý pěšec · f6 černý jezdec · d5 černý pěšec · c4 bílý pěšec · d4 bílý pěšec · b3 bílý pěšec · c3 bílý střelec · f3 bílý jezdec · g3 bílý pěšec · a2 bílý pěšec · e2 bílý pěšec · f2 bílý pěšec · g2 bílý střelec · h2 bílý pěšec · a1 bílý věž · b1 bílý jezdec · d1 bílý dáma · e1 bílý král · h1 bílý věž | a8 černý věž · b8 černý jezdec · d8 černý dáma · e8 černý král · h8 černý věž · a7 černý pěšec · e7 černý střelec · f7 černý pěšec · g7 černý pěšec · h7 černý pěšec · a6 černý střelec · b6 černý pěšec · c6 černý pěšec · e6 černý pěšec · f6 černý jezdec · d5 černý pěšec · c4 bílý pěšec · d4 bílý pěšec · b3 bílý pěšec · c3 bílý střelec · f3 bílý jezdec · g3 bílý pěšec · a2 bílý pěšec · e2 bílý pěšec · f2 bílý pěšec · g2 bílý střelec · h2 bílý pěšec · a1 bílý věž · b1 bílý jezdec · d1 bílý dáma · e1 bílý král · h1 bílý věž | a8 černý věž · b8 černý jezdec · d8 černý dáma · e8 černý král · h8 černý věž · a7 černý pěšec · e7 černý střelec · f7 černý pěšec · g7 černý pěšec · h7 černý pěšec · a6 černý střelec · b6 černý pěšec · c6 černý pěšec · e6 černý pěšec · f6 černý jezdec · d5 černý pěšec · c4 bílý pěšec · d4 bílý pěšec · b3 bílý pěšec · c3 bílý střelec · f3 bílý jezdec · g3 bílý pěšec · a2 bílý pěšec · e2 bílý pěšec · f2 bílý pěšec · g2 bílý střelec · h2 bílý pěšec · a1 bílý věž · b1 bílý jezdec · d1 bílý dáma · e1 bílý král · h1 bílý věž | 8 |
| 7 | a8 černý věž · b8 černý jezdec · d8 černý dáma · e8 černý král · h8 černý věž · a7 černý pěšec · e7 černý střelec · f7 černý pěšec · g7 černý pěšec · h7 černý pěšec · a6 černý střelec · b6 černý pěšec · c6 černý pěšec · e6 černý pěšec · f6 černý jezdec · d5 černý pěšec · c4 bílý pěšec · d4 bílý pěšec · b3 bílý pěšec · c3 bílý střelec · f3 bílý jezdec · g3 bílý pěšec · a2 bílý pěšec · e2 bílý pěšec · f2 bílý pěšec · g2 bílý střelec · h2 bílý pěšec · a1 bílý věž · b1 bílý jezdec · d1 bílý dáma · e1 bílý král · h1 bílý věž | a8 černý věž · b8 černý jezdec · d8 černý dáma · e8 černý král · h8 černý věž · a7 černý pěšec · e7 černý střelec · f7 černý pěšec · g7 černý pěšec · h7 černý pěšec · a6 černý střelec · b6 černý pěšec · c6 černý pěšec · e6 černý pěšec · f6 černý jezdec · d5 černý pěšec · c4 bílý pěšec · d4 bílý pěšec · b3 bílý pěšec · c3 bílý střelec · f3 bílý jezdec · g3 bílý pěšec · a2 bílý pěšec · e2 bílý pěšec · f2 bílý pěšec · g2 bílý střelec · h2 bílý pěšec · a1 bílý věž · b1 bílý jezdec · d1 bílý dáma · e1 bílý král · h1 bílý věž | a8 černý věž · b8 černý jezdec · d8 černý dáma · e8 černý král · h8 černý věž · a7 černý pěšec · e7 černý střelec · f7 černý pěšec · g7 černý pěšec · h7 černý pěšec · a6 černý střelec · b6 černý pěšec · c6 černý pěšec · e6 černý pěšec · f6 černý jezdec · d5 černý pěšec · c4 bílý pěšec · d4 bílý pěšec · b3 bílý pěšec · c3 bílý střelec · f3 bílý jezdec · g3 bílý pěšec · a2 bílý pěšec · e2 bílý pěšec · f2 bílý pěšec · g2 bílý střelec · h2 bílý pěšec · a1 bílý věž · b1 bílý jezdec · d1 bílý dáma · e1 bílý král · h1 bílý věž | a8 černý věž · b8 černý jezdec · d8 černý dáma · e8 černý král · h8 černý věž · a7 černý pěšec · e7 černý střelec · f7 černý pěšec · g7 černý pěšec · h7 černý pěšec · a6 černý střelec · b6 černý pěšec · c6 černý pěšec · e6 černý pěšec · f6 černý jezdec · d5 černý pěšec · c4 bílý pěšec · d4 bílý pěšec · b3 bílý pěšec · c3 bílý střelec · f3 bílý jezdec · g3 bílý pěšec · a2 bílý pěšec · e2 bílý pěšec · f2 bílý pěšec · g2 bílý střelec · h2 bílý pěšec · a1 bílý věž · b1 bílý jezdec · d1 bílý dáma · e1 bílý král · h1 bílý věž | a8 černý věž · b8 černý jezdec · d8 černý dáma · e8 černý král · h8 černý věž · a7 černý pěšec · e7 černý střelec · f7 černý pěšec · g7 černý pěšec · h7 černý pěšec · a6 černý střelec · b6 černý pěšec · c6 černý pěšec · e6 černý pěšec · f6 černý jezdec · d5 černý pěšec · c4 bílý pěšec · d4 bílý pěšec · b3 bílý pěšec · c3 bílý střelec · f3 bílý jezdec · g3 bílý pěšec · a2 bílý pěšec · e2 bílý pěšec · f2 bílý pěšec · g2 bílý střelec · h2 bílý pěšec · a1 bílý věž · b1 bílý jezdec · d1 bílý dáma · e1 bílý král · h1 bílý věž | a8 černý věž · b8 černý jezdec · d8 černý dáma · e8 černý král · h8 černý věž · a7 černý pěšec · e7 černý střelec · f7 černý pěšec · g7 černý pěšec · h7 černý pěšec · a6 černý střelec · b6 černý pěšec · c6 černý pěšec · e6 černý pěšec · f6 černý jezdec · d5 černý pěšec · c4 bílý pěšec · d4 bílý pěšec · b3 bílý pěšec · c3 bílý střelec · f3 bílý jezdec · g3 bílý pěšec · a2 bílý pěšec · e2 bílý pěšec · f2 bílý pěšec · g2 bílý střelec · h2 bílý pěšec · a1 bílý věž · b1 bílý jezdec · d1 bílý dáma · e1 bílý král · h1 bílý věž | a8 černý věž · b8 černý jezdec · d8 černý dáma · e8 černý král · h8 černý věž · a7 černý pěšec · e7 černý střelec · f7 černý pěšec · g7 černý pěšec · h7 černý pěšec · a6 černý střelec · b6 černý pěšec · c6 černý pěšec · e6 černý pěšec · f6 černý jezdec · d5 černý pěšec · c4 bílý pěšec · d4 bílý pěšec · b3 bílý pěšec · c3 bílý střelec · f3 bílý jezdec · g3 bílý pěšec · a2 bílý pěšec · e2 bílý pěšec · f2 bílý pěšec · g2 bílý střelec · h2 bílý pěšec · a1 bílý věž · b1 bílý jezdec · d1 bílý dáma · e1 bílý král · h1 bílý věž | a8 černý věž · b8 černý jezdec · d8 černý dáma · e8 černý král · h8 černý věž · a7 černý pěšec · e7 černý střelec · f7 černý pěšec · g7 černý pěšec · h7 černý pěšec · a6 černý střelec · b6 černý pěšec · c6 černý pěšec · e6 černý pěšec · f6 černý jezdec · d5 černý pěšec · c4 bílý pěšec · d4 bílý pěšec · b3 bílý pěšec · c3 bílý střelec · f3 bílý jezdec · g3 bílý pěšec · a2 bílý pěšec · e2 bílý pěšec · f2 bílý pěšec · g2 bílý střelec · h2 bílý pěšec · a1 bílý věž · b1 bílý jezdec · d1 bílý dáma · e1 bílý král · h1 bílý věž | 7 |
| 6 | a8 černý věž · b8 černý jezdec · d8 černý dáma · e8 černý král · h8 černý věž · a7 černý pěšec · e7 černý střelec · f7 černý pěšec · g7 černý pěšec · h7 černý pěšec · a6 černý střelec · b6 černý pěšec · c6 černý pěšec · e6 černý pěšec · f6 černý jezdec · d5 černý pěšec · c4 bílý pěšec · d4 bílý pěšec · b3 bílý pěšec · c3 bílý střelec · f3 bílý jezdec · g3 bílý pěšec · a2 bílý pěšec · e2 bílý pěšec · f2 bílý pěšec · g2 bílý střelec · h2 bílý pěšec · a1 bílý věž · b1 bílý jezdec · d1 bílý dáma · e1 bílý král · h1 bílý věž | a8 černý věž · b8 černý jezdec · d8 černý dáma · e8 černý král · h8 černý věž · a7 černý pěšec · e7 černý střelec · f7 černý pěšec · g7 černý pěšec · h7 černý pěšec · a6 černý střelec · b6 černý pěšec · c6 černý pěšec · e6 černý pěšec · f6 černý jezdec · d5 černý pěšec · c4 bílý pěšec · d4 bílý pěšec · b3 bílý pěšec · c3 bílý střelec · f3 bílý jezdec · g3 bílý pěšec · a2 bílý pěšec · e2 bílý pěšec · f2 bílý pěšec · g2 bílý střelec · h2 bílý pěšec · a1 bílý věž · b1 bílý jezdec · d1 bílý dáma · e1 bílý král · h1 bílý věž | a8 černý věž · b8 černý jezdec · d8 černý dáma · e8 černý král · h8 černý věž · a7 černý pěšec · e7 černý střelec · f7 černý pěšec · g7 černý pěšec · h7 černý pěšec · a6 černý střelec · b6 černý pěšec · c6 černý pěšec · e6 černý pěšec · f6 černý jezdec · d5 černý pěšec · c4 bílý pěšec · d4 bílý pěšec · b3 bílý pěšec · c3 bílý střelec · f3 bílý jezdec · g3 bílý pěšec · a2 bílý pěšec · e2 bílý pěšec · f2 bílý pěšec · g2 bílý střelec · h2 bílý pěšec · a1 bílý věž · b1 bílý jezdec · d1 bílý dáma · e1 bílý král · h1 bílý věž | a8 černý věž · b8 černý jezdec · d8 černý dáma · e8 černý král · h8 černý věž · a7 černý pěšec · e7 černý střelec · f7 černý pěšec · g7 černý pěšec · h7 černý pěšec · a6 černý střelec · b6 černý pěšec · c6 černý pěšec · e6 černý pěšec · f6 černý jezdec · d5 černý pěšec · c4 bílý pěšec · d4 bílý pěšec · b3 bílý pěšec · c3 bílý střelec · f3 bílý jezdec · g3 bílý pěšec · a2 bílý pěšec · e2 bílý pěšec · f2 bílý pěšec · g2 bílý střelec · h2 bílý pěšec · a1 bílý věž · b1 bílý jezdec · d1 bílý dáma · e1 bílý král · h1 bílý věž | a8 černý věž · b8 černý jezdec · d8 černý dáma · e8 černý král · h8 černý věž · a7 černý pěšec · e7 černý střelec · f7 černý pěšec · g7 černý pěšec · h7 černý pěšec · a6 černý střelec · b6 černý pěšec · c6 černý pěšec · e6 černý pěšec · f6 černý jezdec · d5 černý pěšec · c4 bílý pěšec · d4 bílý pěšec · b3 bílý pěšec · c3 bílý střelec · f3 bílý jezdec · g3 bílý pěšec · a2 bílý pěšec · e2 bílý pěšec · f2 bílý pěšec · g2 bílý střelec · h2 bílý pěšec · a1 bílý věž · b1 bílý jezdec · d1 bílý dáma · e1 bílý král · h1 bílý věž | a8 černý věž · b8 černý jezdec · d8 černý dáma · e8 černý král · h8 černý věž · a7 černý pěšec · e7 černý střelec · f7 černý pěšec · g7 černý pěšec · h7 černý pěšec · a6 černý střelec · b6 černý pěšec · c6 černý pěšec · e6 černý pěšec · f6 černý jezdec · d5 černý pěšec · c4 bílý pěšec · d4 bílý pěšec · b3 bílý pěšec · c3 bílý střelec · f3 bílý jezdec · g3 bílý pěšec · a2 bílý pěšec · e2 bílý pěšec · f2 bílý pěšec · g2 bílý střelec · h2 bílý pěšec · a1 bílý věž · b1 bílý jezdec · d1 bílý dáma · e1 bílý král · h1 bílý věž | a8 černý věž · b8 černý jezdec · d8 černý dáma · e8 černý král · h8 černý věž · a7 černý pěšec · e7 černý střelec · f7 černý pěšec · g7 černý pěšec · h7 černý pěšec · a6 černý střelec · b6 černý pěšec · c6 černý pěšec · e6 černý pěšec · f6 černý jezdec · d5 černý pěšec · c4 bílý pěšec · d4 bílý pěšec · b3 bílý pěšec · c3 bílý střelec · f3 bílý jezdec · g3 bílý pěšec · a2 bílý pěšec · e2 bílý pěšec · f2 bílý pěšec · g2 bílý střelec · h2 bílý pěšec · a1 bílý věž · b1 bílý jezdec · d1 bílý dáma · e1 bílý král · h1 bílý věž | a8 černý věž · b8 černý jezdec · d8 černý dáma · e8 černý král · h8 černý věž · a7 černý pěšec · e7 černý střelec · f7 černý pěšec · g7 černý pěšec · h7 černý pěšec · a6 černý střelec · b6 černý pěšec · c6 černý pěšec · e6 černý pěšec · f6 černý jezdec · d5 černý pěšec · c4 bílý pěšec · d4 bílý pěšec · b3 bílý pěšec · c3 bílý střelec · f3 bílý jezdec · g3 bílý pěšec · a2 bílý pěšec · e2 bílý pěšec · f2 bílý pěšec · g2 bílý střelec · h2 bílý pěšec · a1 bílý věž · b1 bílý jezdec · d1 bílý dáma · e1 bílý král · h1 bílý věž | 6 |
| 5 | a8 černý věž · b8 černý jezdec · d8 černý dáma · e8 černý král · h8 černý věž · a7 černý pěšec · e7 černý střelec · f7 černý pěšec · g7 černý pěšec · h7 černý pěšec · a6 černý střelec · b6 černý pěšec · c6 černý pěšec · e6 černý pěšec · f6 černý jezdec · d5 černý pěšec · c4 bílý pěšec · d4 bílý pěšec · b3 bílý pěšec · c3 bílý střelec · f3 bílý jezdec · g3 bílý pěšec · a2 bílý pěšec · e2 bílý pěšec · f2 bílý pěšec · g2 bílý střelec · h2 bílý pěšec · a1 bílý věž · b1 bílý jezdec · d1 bílý dáma · e1 bílý král · h1 bílý věž | a8 černý věž · b8 černý jezdec · d8 černý dáma · e8 černý král · h8 černý věž · a7 černý pěšec · e7 černý střelec · f7 černý pěšec · g7 černý pěšec · h7 černý pěšec · a6 černý střelec · b6 černý pěšec · c6 černý pěšec · e6 černý pěšec · f6 černý jezdec · d5 černý pěšec · c4 bílý pěšec · d4 bílý pěšec · b3 bílý pěšec · c3 bílý střelec · f3 bílý jezdec · g3 bílý pěšec · a2 bílý pěšec · e2 bílý pěšec · f2 bílý pěšec · g2 bílý střelec · h2 bílý pěšec · a1 bílý věž · b1 bílý jezdec · d1 bílý dáma · e1 bílý král · h1 bílý věž | a8 černý věž · b8 černý jezdec · d8 černý dáma · e8 černý král · h8 černý věž · a7 černý pěšec · e7 černý střelec · f7 černý pěšec · g7 černý pěšec · h7 černý pěšec · a6 černý střelec · b6 černý pěšec · c6 černý pěšec · e6 černý pěšec · f6 černý jezdec · d5 černý pěšec · c4 bílý pěšec · d4 bílý pěšec · b3 bílý pěšec · c3 bílý střelec · f3 bílý jezdec · g3 bílý pěšec · a2 bílý pěšec · e2 bílý pěšec · f2 bílý pěšec · g2 bílý střelec · h2 bílý pěšec · a1 bílý věž · b1 bílý jezdec · d1 bílý dáma · e1 bílý král · h1 bílý věž | a8 černý věž · b8 černý jezdec · d8 černý dáma · e8 černý král · h8 černý věž · a7 černý pěšec · e7 černý střelec · f7 černý pěšec · g7 černý pěšec · h7 černý pěšec · a6 černý střelec · b6 černý pěšec · c6 černý pěšec · e6 černý pěšec · f6 černý jezdec · d5 černý pěšec · c4 bílý pěšec · d4 bílý pěšec · b3 bílý pěšec · c3 bílý střelec · f3 bílý jezdec · g3 bílý pěšec · a2 bílý pěšec · e2 bílý pěšec · f2 bílý pěšec · g2 bílý střelec · h2 bílý pěšec · a1 bílý věž · b1 bílý jezdec · d1 bílý dáma · e1 bílý král · h1 bílý věž | a8 černý věž · b8 černý jezdec · d8 černý dáma · e8 černý král · h8 černý věž · a7 černý pěšec · e7 černý střelec · f7 černý pěšec · g7 černý pěšec · h7 černý pěšec · a6 černý střelec · b6 černý pěšec · c6 černý pěšec · e6 černý pěšec · f6 černý jezdec · d5 černý pěšec · c4 bílý pěšec · d4 bílý pěšec · b3 bílý pěšec · c3 bílý střelec · f3 bílý jezdec · g3 bílý pěšec · a2 bílý pěšec · e2 bílý pěšec · f2 bílý pěšec · g2 bílý střelec · h2 bílý pěšec · a1 bílý věž · b1 bílý jezdec · d1 bílý dáma · e1 bílý král · h1 bílý věž | a8 černý věž · b8 černý jezdec · d8 černý dáma · e8 černý král · h8 černý věž · a7 černý pěšec · e7 černý střelec · f7 černý pěšec · g7 černý pěšec · h7 černý pěšec · a6 černý střelec · b6 černý pěšec · c6 černý pěšec · e6 černý pěšec · f6 černý jezdec · d5 černý pěšec · c4 bílý pěšec · d4 bílý pěšec · b3 bílý pěšec · c3 bílý střelec · f3 bílý jezdec · g3 bílý pěšec · a2 bílý pěšec · e2 bílý pěšec · f2 bílý pěšec · g2 bílý střelec · h2 bílý pěšec · a1 bílý věž · b1 bílý jezdec · d1 bílý dáma · e1 bílý král · h1 bílý věž | a8 černý věž · b8 černý jezdec · d8 černý dáma · e8 černý král · h8 černý věž · a7 černý pěšec · e7 černý střelec · f7 černý pěšec · g7 černý pěšec · h7 černý pěšec · a6 černý střelec · b6 černý pěšec · c6 černý pěšec · e6 černý pěšec · f6 černý jezdec · d5 černý pěšec · c4 bílý pěšec · d4 bílý pěšec · b3 bílý pěšec · c3 bílý střelec · f3 bílý jezdec · g3 bílý pěšec · a2 bílý pěšec · e2 bílý pěšec · f2 bílý pěšec · g2 bílý střelec · h2 bílý pěšec · a1 bílý věž · b1 bílý jezdec · d1 bílý dáma · e1 bílý král · h1 bílý věž | a8 černý věž · b8 černý jezdec · d8 černý dáma · e8 černý král · h8 černý věž · a7 černý pěšec · e7 černý střelec · f7 černý pěšec · g7 černý pěšec · h7 černý pěšec · a6 černý střelec · b6 černý pěšec · c6 černý pěšec · e6 černý pěšec · f6 černý jezdec · d5 černý pěšec · c4 bílý pěšec · d4 bílý pěšec · b3 bílý pěšec · c3 bílý střelec · f3 bílý jezdec · g3 bílý pěšec · a2 bílý pěšec · e2 bílý pěšec · f2 bílý pěšec · g2 bílý střelec · h2 bílý pěšec · a1 bílý věž · b1 bílý jezdec · d1 bílý dáma · e1 bílý král · h1 bílý věž | 5 |
| 4 | a8 černý věž · b8 černý jezdec · d8 černý dáma · e8 černý král · h8 černý věž · a7 černý pěšec · e7 černý střelec · f7 černý pěšec · g7 černý pěšec · h7 černý pěšec · a6 černý střelec · b6 černý pěšec · c6 černý pěšec · e6 černý pěšec · f6 černý jezdec · d5 černý pěšec · c4 bílý pěšec · d4 bílý pěšec · b3 bílý pěšec · c3 bílý střelec · f3 bílý jezdec · g3 bílý pěšec · a2 bílý pěšec · e2 bílý pěšec · f2 bílý pěšec · g2 bílý střelec · h2 bílý pěšec · a1 bílý věž · b1 bílý jezdec · d1 bílý dáma · e1 bílý král · h1 bílý věž | a8 černý věž · b8 černý jezdec · d8 černý dáma · e8 černý král · h8 černý věž · a7 černý pěšec · e7 černý střelec · f7 černý pěšec · g7 černý pěšec · h7 černý pěšec · a6 černý střelec · b6 černý pěšec · c6 černý pěšec · e6 černý pěšec · f6 černý jezdec · d5 černý pěšec · c4 bílý pěšec · d4 bílý pěšec · b3 bílý pěšec · c3 bílý střelec · f3 bílý jezdec · g3 bílý pěšec · a2 bílý pěšec · e2 bílý pěšec · f2 bílý pěšec · g2 bílý střelec · h2 bílý pěšec · a1 bílý věž · b1 bílý jezdec · d1 bílý dáma · e1 bílý král · h1 bílý věž | a8 černý věž · b8 černý jezdec · d8 černý dáma · e8 černý král · h8 černý věž · a7 černý pěšec · e7 černý střelec · f7 černý pěšec · g7 černý pěšec · h7 černý pěšec · a6 černý střelec · b6 černý pěšec · c6 černý pěšec · e6 černý pěšec · f6 černý jezdec · d5 černý pěšec · c4 bílý pěšec · d4 bílý pěšec · b3 bílý pěšec · c3 bílý střelec · f3 bílý jezdec · g3 bílý pěšec · a2 bílý pěšec · e2 bílý pěšec · f2 bílý pěšec · g2 bílý střelec · h2 bílý pěšec · a1 bílý věž · b1 bílý jezdec · d1 bílý dáma · e1 bílý král · h1 bílý věž | a8 černý věž · b8 černý jezdec · d8 černý dáma · e8 černý král · h8 černý věž · a7 černý pěšec · e7 černý střelec · f7 černý pěšec · g7 černý pěšec · h7 černý pěšec · a6 černý střelec · b6 černý pěšec · c6 černý pěšec · e6 černý pěšec · f6 černý jezdec · d5 černý pěšec · c4 bílý pěšec · d4 bílý pěšec · b3 bílý pěšec · c3 bílý střelec · f3 bílý jezdec · g3 bílý pěšec · a2 bílý pěšec · e2 bílý pěšec · f2 bílý pěšec · g2 bílý střelec · h2 bílý pěšec · a1 bílý věž · b1 bílý jezdec · d1 bílý dáma · e1 bílý král · h1 bílý věž | a8 černý věž · b8 černý jezdec · d8 černý dáma · e8 černý král · h8 černý věž · a7 černý pěšec · e7 černý střelec · f7 černý pěšec · g7 černý pěšec · h7 černý pěšec · a6 černý střelec · b6 černý pěšec · c6 černý pěšec · e6 černý pěšec · f6 černý jezdec · d5 černý pěšec · c4 bílý pěšec · d4 bílý pěšec · b3 bílý pěšec · c3 bílý střelec · f3 bílý jezdec · g3 bílý pěšec · a2 bílý pěšec · e2 bílý pěšec · f2 bílý pěšec · g2 bílý střelec · h2 bílý pěšec · a1 bílý věž · b1 bílý jezdec · d1 bílý dáma · e1 bílý král · h1 bílý věž | a8 černý věž · b8 černý jezdec · d8 černý dáma · e8 černý král · h8 černý věž · a7 černý pěšec · e7 černý střelec · f7 černý pěšec · g7 černý pěšec · h7 černý pěšec · a6 černý střelec · b6 černý pěšec · c6 černý pěšec · e6 černý pěšec · f6 černý jezdec · d5 černý pěšec · c4 bílý pěšec · d4 bílý pěšec · b3 bílý pěšec · c3 bílý střelec · f3 bílý jezdec · g3 bílý pěšec · a2 bílý pěšec · e2 bílý pěšec · f2 bílý pěšec · g2 bílý střelec · h2 bílý pěšec · a1 bílý věž · b1 bílý jezdec · d1 bílý dáma · e1 bílý král · h1 bílý věž | a8 černý věž · b8 černý jezdec · d8 černý dáma · e8 černý král · h8 černý věž · a7 černý pěšec · e7 černý střelec · f7 černý pěšec · g7 černý pěšec · h7 černý pěšec · a6 černý střelec · b6 černý pěšec · c6 černý pěšec · e6 černý pěšec · f6 černý jezdec · d5 černý pěšec · c4 bílý pěšec · d4 bílý pěšec · b3 bílý pěšec · c3 bílý střelec · f3 bílý jezdec · g3 bílý pěšec · a2 bílý pěšec · e2 bílý pěšec · f2 bílý pěšec · g2 bílý střelec · h2 bílý pěšec · a1 bílý věž · b1 bílý jezdec · d1 bílý dáma · e1 bílý král · h1 bílý věž | a8 černý věž · b8 černý jezdec · d8 černý dáma · e8 černý král · h8 černý věž · a7 černý pěšec · e7 černý střelec · f7 černý pěšec · g7 černý pěšec · h7 černý pěšec · a6 černý střelec · b6 černý pěšec · c6 černý pěšec · e6 černý pěšec · f6 černý jezdec · d5 černý pěšec · c4 bílý pěšec · d4 bílý pěšec · b3 bílý pěšec · c3 bílý střelec · f3 bílý jezdec · g3 bílý pěšec · a2 bílý pěšec · e2 bílý pěšec · f2 bílý pěšec · g2 bílý střelec · h2 bílý pěšec · a1 bílý věž · b1 bílý jezdec · d1 bílý dáma · e1 bílý král · h1 bílý věž | 4 |
| 3 | a8 černý věž · b8 černý jezdec · d8 černý dáma · e8 černý král · h8 černý věž · a7 černý pěšec · e7 černý střelec · f7 černý pěšec · g7 černý pěšec · h7 černý pěšec · a6 černý střelec · b6 černý pěšec · c6 černý pěšec · e6 černý pěšec · f6 černý jezdec · d5 černý pěšec · c4 bílý pěšec · d4 bílý pěšec · b3 bílý pěšec · c3 bílý střelec · f3 bílý jezdec · g3 bílý pěšec · a2 bílý pěšec · e2 bílý pěšec · f2 bílý pěšec · g2 bílý střelec · h2 bílý pěšec · a1 bílý věž · b1 bílý jezdec · d1 bílý dáma · e1 bílý král · h1 bílý věž | a8 černý věž · b8 černý jezdec · d8 černý dáma · e8 černý král · h8 černý věž · a7 černý pěšec · e7 černý střelec · f7 černý pěšec · g7 černý pěšec · h7 černý pěšec · a6 černý střelec · b6 černý pěšec · c6 černý pěšec · e6 černý pěšec · f6 černý jezdec · d5 černý pěšec · c4 bílý pěšec · d4 bílý pěšec · b3 bílý pěšec · c3 bílý střelec · f3 bílý jezdec · g3 bílý pěšec · a2 bílý pěšec · e2 bílý pěšec · f2 bílý pěšec · g2 bílý střelec · h2 bílý pěšec · a1 bílý věž · b1 bílý jezdec · d1 bílý dáma · e1 bílý král · h1 bílý věž | a8 černý věž · b8 černý jezdec · d8 černý dáma · e8 černý král · h8 černý věž · a7 černý pěšec · e7 černý střelec · f7 černý pěšec · g7 černý pěšec · h7 černý pěšec · a6 černý střelec · b6 černý pěšec · c6 černý pěšec · e6 černý pěšec · f6 černý jezdec · d5 černý pěšec · c4 bílý pěšec · d4 bílý pěšec · b3 bílý pěšec · c3 bílý střelec · f3 bílý jezdec · g3 bílý pěšec · a2 bílý pěšec · e2 bílý pěšec · f2 bílý pěšec · g2 bílý střelec · h2 bílý pěšec · a1 bílý věž · b1 bílý jezdec · d1 bílý dáma · e1 bílý král · h1 bílý věž | a8 černý věž · b8 černý jezdec · d8 černý dáma · e8 černý král · h8 černý věž · a7 černý pěšec · e7 černý střelec · f7 černý pěšec · g7 černý pěšec · h7 černý pěšec · a6 černý střelec · b6 černý pěšec · c6 černý pěšec · e6 černý pěšec · f6 černý jezdec · d5 černý pěšec · c4 bílý pěšec · d4 bílý pěšec · b3 bílý pěšec · c3 bílý střelec · f3 bílý jezdec · g3 bílý pěšec · a2 bílý pěšec · e2 bílý pěšec · f2 bílý pěšec · g2 bílý střelec · h2 bílý pěšec · a1 bílý věž · b1 bílý jezdec · d1 bílý dáma · e1 bílý král · h1 bílý věž | a8 černý věž · b8 černý jezdec · d8 černý dáma · e8 černý král · h8 černý věž · a7 černý pěšec · e7 černý střelec · f7 černý pěšec · g7 černý pěšec · h7 černý pěšec · a6 černý střelec · b6 černý pěšec · c6 černý pěšec · e6 černý pěšec · f6 černý jezdec · d5 černý pěšec · c4 bílý pěšec · d4 bílý pěšec · b3 bílý pěšec · c3 bílý střelec · f3 bílý jezdec · g3 bílý pěšec · a2 bílý pěšec · e2 bílý pěšec · f2 bílý pěšec · g2 bílý střelec · h2 bílý pěšec · a1 bílý věž · b1 bílý jezdec · d1 bílý dáma · e1 bílý král · h1 bílý věž | a8 černý věž · b8 černý jezdec · d8 černý dáma · e8 černý král · h8 černý věž · a7 černý pěšec · e7 černý střelec · f7 černý pěšec · g7 černý pěšec · h7 černý pěšec · a6 černý střelec · b6 černý pěšec · c6 černý pěšec · e6 černý pěšec · f6 černý jezdec · d5 černý pěšec · c4 bílý pěšec · d4 bílý pěšec · b3 bílý pěšec · c3 bílý střelec · f3 bílý jezdec · g3 bílý pěšec · a2 bílý pěšec · e2 bílý pěšec · f2 bílý pěšec · g2 bílý střelec · h2 bílý pěšec · a1 bílý věž · b1 bílý jezdec · d1 bílý dáma · e1 bílý král · h1 bílý věž | a8 černý věž · b8 černý jezdec · d8 černý dáma · e8 černý král · h8 černý věž · a7 černý pěšec · e7 černý střelec · f7 černý pěšec · g7 černý pěšec · h7 černý pěšec · a6 černý střelec · b6 černý pěšec · c6 černý pěšec · e6 černý pěšec · f6 černý jezdec · d5 černý pěšec · c4 bílý pěšec · d4 bílý pěšec · b3 bílý pěšec · c3 bílý střelec · f3 bílý jezdec · g3 bílý pěšec · a2 bílý pěšec · e2 bílý pěšec · f2 bílý pěšec · g2 bílý střelec · h2 bílý pěšec · a1 bílý věž · b1 bílý jezdec · d1 bílý dáma · e1 bílý král · h1 bílý věž | a8 černý věž · b8 černý jezdec · d8 černý dáma · e8 černý král · h8 černý věž · a7 černý pěšec · e7 černý střelec · f7 černý pěšec · g7 černý pěšec · h7 černý pěšec · a6 černý střelec · b6 černý pěšec · c6 černý pěšec · e6 černý pěšec · f6 černý jezdec · d5 černý pěšec · c4 bílý pěšec · d4 bílý pěšec · b3 bílý pěšec · c3 bílý střelec · f3 bílý jezdec · g3 bílý pěšec · a2 bílý pěšec · e2 bílý pěšec · f2 bílý pěšec · g2 bílý střelec · h2 bílý pěšec · a1 bílý věž · b1 bílý jezdec · d1 bílý dáma · e1 bílý král · h1 bílý věž | 3 |
| 2 | a8 černý věž · b8 černý jezdec · d8 černý dáma · e8 černý král · h8 černý věž · a7 černý pěšec · e7 černý střelec · f7 černý pěšec · g7 černý pěšec · h7 černý pěšec · a6 černý střelec · b6 černý pěšec · c6 černý pěšec · e6 černý pěšec · f6 černý jezdec · d5 černý pěšec · c4 bílý pěšec · d4 bílý pěšec · b3 bílý pěšec · c3 bílý střelec · f3 bílý jezdec · g3 bílý pěšec · a2 bílý pěšec · e2 bílý pěšec · f2 bílý pěšec · g2 bílý střelec · h2 bílý pěšec · a1 bílý věž · b1 bílý jezdec · d1 bílý dáma · e1 bílý král · h1 bílý věž | a8 černý věž · b8 černý jezdec · d8 černý dáma · e8 černý král · h8 černý věž · a7 černý pěšec · e7 černý střelec · f7 černý pěšec · g7 černý pěšec · h7 černý pěšec · a6 černý střelec · b6 černý pěšec · c6 černý pěšec · e6 černý pěšec · f6 černý jezdec · d5 černý pěšec · c4 bílý pěšec · d4 bílý pěšec · b3 bílý pěšec · c3 bílý střelec · f3 bílý jezdec · g3 bílý pěšec · a2 bílý pěšec · e2 bílý pěšec · f2 bílý pěšec · g2 bílý střelec · h2 bílý pěšec · a1 bílý věž · b1 bílý jezdec · d1 bílý dáma · e1 bílý král · h1 bílý věž | a8 černý věž · b8 černý jezdec · d8 černý dáma · e8 černý král · h8 černý věž · a7 černý pěšec · e7 černý střelec · f7 černý pěšec · g7 černý pěšec · h7 černý pěšec · a6 černý střelec · b6 černý pěšec · c6 černý pěšec · e6 černý pěšec · f6 černý jezdec · d5 černý pěšec · c4 bílý pěšec · d4 bílý pěšec · b3 bílý pěšec · c3 bílý střelec · f3 bílý jezdec · g3 bílý pěšec · a2 bílý pěšec · e2 bílý pěšec · f2 bílý pěšec · g2 bílý střelec · h2 bílý pěšec · a1 bílý věž · b1 bílý jezdec · d1 bílý dáma · e1 bílý král · h1 bílý věž | a8 černý věž · b8 černý jezdec · d8 černý dáma · e8 černý král · h8 černý věž · a7 černý pěšec · e7 černý střelec · f7 černý pěšec · g7 černý pěšec · h7 černý pěšec · a6 černý střelec · b6 černý pěšec · c6 černý pěšec · e6 černý pěšec · f6 černý jezdec · d5 černý pěšec · c4 bílý pěšec · d4 bílý pěšec · b3 bílý pěšec · c3 bílý střelec · f3 bílý jezdec · g3 bílý pěšec · a2 bílý pěšec · e2 bílý pěšec · f2 bílý pěšec · g2 bílý střelec · h2 bílý pěšec · a1 bílý věž · b1 bílý jezdec · d1 bílý dáma · e1 bílý král · h1 bílý věž | a8 černý věž · b8 černý jezdec · d8 černý dáma · e8 černý král · h8 černý věž · a7 černý pěšec · e7 černý střelec · f7 černý pěšec · g7 černý pěšec · h7 černý pěšec · a6 černý střelec · b6 černý pěšec · c6 černý pěšec · e6 černý pěšec · f6 černý jezdec · d5 černý pěšec · c4 bílý pěšec · d4 bílý pěšec · b3 bílý pěšec · c3 bílý střelec · f3 bílý jezdec · g3 bílý pěšec · a2 bílý pěšec · e2 bílý pěšec · f2 bílý pěšec · g2 bílý střelec · h2 bílý pěšec · a1 bílý věž · b1 bílý jezdec · d1 bílý dáma · e1 bílý král · h1 bílý věž | a8 černý věž · b8 černý jezdec · d8 černý dáma · e8 černý král · h8 černý věž · a7 černý pěšec · e7 černý střelec · f7 černý pěšec · g7 černý pěšec · h7 černý pěšec · a6 černý střelec · b6 černý pěšec · c6 černý pěšec · e6 černý pěšec · f6 černý jezdec · d5 černý pěšec · c4 bílý pěšec · d4 bílý pěšec · b3 bílý pěšec · c3 bílý střelec · f3 bílý jezdec · g3 bílý pěšec · a2 bílý pěšec · e2 bílý pěšec · f2 bílý pěšec · g2 bílý střelec · h2 bílý pěšec · a1 bílý věž · b1 bílý jezdec · d1 bílý dáma · e1 bílý král · h1 bílý věž | a8 černý věž · b8 černý jezdec · d8 černý dáma · e8 černý král · h8 černý věž · a7 černý pěšec · e7 černý střelec · f7 černý pěšec · g7 černý pěšec · h7 černý pěšec · a6 černý střelec · b6 černý pěšec · c6 černý pěšec · e6 černý pěšec · f6 černý jezdec · d5 černý pěšec · c4 bílý pěšec · d4 bílý pěšec · b3 bílý pěšec · c3 bílý střelec · f3 bílý jezdec · g3 bílý pěšec · a2 bílý pěšec · e2 bílý pěšec · f2 bílý pěšec · g2 bílý střelec · h2 bílý pěšec · a1 bílý věž · b1 bílý jezdec · d1 bílý dáma · e1 bílý král · h1 bílý věž | a8 černý věž · b8 černý jezdec · d8 černý dáma · e8 černý král · h8 černý věž · a7 černý pěšec · e7 černý střelec · f7 černý pěšec · g7 černý pěšec · h7 černý pěšec · a6 černý střelec · b6 černý pěšec · c6 černý pěšec · e6 černý pěšec · f6 černý jezdec · d5 černý pěšec · c4 bílý pěšec · d4 bílý pěšec · b3 bílý pěšec · c3 bílý střelec · f3 bílý jezdec · g3 bílý pěšec · a2 bílý pěšec · e2 bílý pěšec · f2 bílý pěšec · g2 bílý střelec · h2 bílý pěšec · a1 bílý věž · b1 bílý jezdec · d1 bílý dáma · e1 bílý král · h1 bílý věž | 2 |
| 1 | a8 černý věž · b8 černý jezdec · d8 černý dáma · e8 černý král · h8 černý věž · a7 černý pěšec · e7 černý střelec · f7 černý pěšec · g7 černý pěšec · h7 černý pěšec · a6 černý střelec · b6 černý pěšec · c6 černý pěšec · e6 černý pěšec · f6 černý jezdec · d5 černý pěšec · c4 bílý pěšec · d4 bílý pěšec · b3 bílý pěšec · c3 bílý střelec · f3 bílý jezdec · g3 bílý pěšec · a2 bílý pěšec · e2 bílý pěšec · f2 bílý pěšec · g2 bílý střelec · h2 bílý pěšec · a1 bílý věž · b1 bílý jezdec · d1 bílý dáma · e1 bílý král · h1 bílý věž | a8 černý věž · b8 černý jezdec · d8 černý dáma · e8 černý král · h8 černý věž · a7 černý pěšec · e7 černý střelec · f7 černý pěšec · g7 černý pěšec · h7 černý pěšec · a6 černý střelec · b6 černý pěšec · c6 černý pěšec · e6 černý pěšec · f6 černý jezdec · d5 černý pěšec · c4 bílý pěšec · d4 bílý pěšec · b3 bílý pěšec · c3 bílý střelec · f3 bílý jezdec · g3 bílý pěšec · a2 bílý pěšec · e2 bílý pěšec · f2 bílý pěšec · g2 bílý střelec · h2 bílý pěšec · a1 bílý věž · b1 bílý jezdec · d1 bílý dáma · e1 bílý král · h1 bílý věž | a8 černý věž · b8 černý jezdec · d8 černý dáma · e8 černý král · h8 černý věž · a7 černý pěšec · e7 černý střelec · f7 černý pěšec · g7 černý pěšec · h7 černý pěšec · a6 černý střelec · b6 černý pěšec · c6 černý pěšec · e6 černý pěšec · f6 černý jezdec · d5 černý pěšec · c4 bílý pěšec · d4 bílý pěšec · b3 bílý pěšec · c3 bílý střelec · f3 bílý jezdec · g3 bílý pěšec · a2 bílý pěšec · e2 bílý pěšec · f2 bílý pěšec · g2 bílý střelec · h2 bílý pěšec · a1 bílý věž · b1 bílý jezdec · d1 bílý dáma · e1 bílý král · h1 bílý věž | a8 černý věž · b8 černý jezdec · d8 černý dáma · e8 černý král · h8 černý věž · a7 černý pěšec · e7 černý střelec · f7 černý pěšec · g7 černý pěšec · h7 černý pěšec · a6 černý střelec · b6 černý pěšec · c6 černý pěšec · e6 černý pěšec · f6 černý jezdec · d5 černý pěšec · c4 bílý pěšec · d4 bílý pěšec · b3 bílý pěšec · c3 bílý střelec · f3 bílý jezdec · g3 bílý pěšec · a2 bílý pěšec · e2 bílý pěšec · f2 bílý pěšec · g2 bílý střelec · h2 bílý pěšec · a1 bílý věž · b1 bílý jezdec · d1 bílý dáma · e1 bílý král · h1 bílý věž | a8 černý věž · b8 černý jezdec · d8 černý dáma · e8 černý král · h8 černý věž · a7 černý pěšec · e7 černý střelec · f7 černý pěšec · g7 černý pěšec · h7 černý pěšec · a6 černý střelec · b6 černý pěšec · c6 černý pěšec · e6 černý pěšec · f6 černý jezdec · d5 černý pěšec · c4 bílý pěšec · d4 bílý pěšec · b3 bílý pěšec · c3 bílý střelec · f3 bílý jezdec · g3 bílý pěšec · a2 bílý pěšec · e2 bílý pěšec · f2 bílý pěšec · g2 bílý střelec · h2 bílý pěšec · a1 bílý věž · b1 bílý jezdec · d1 bílý dáma · e1 bílý král · h1 bílý věž | a8 černý věž · b8 černý jezdec · d8 černý dáma · e8 černý král · h8 černý věž · a7 černý pěšec · e7 černý střelec · f7 černý pěšec · g7 černý pěšec · h7 černý pěšec · a6 černý střelec · b6 černý pěšec · c6 černý pěšec · e6 černý pěšec · f6 černý jezdec · d5 černý pěšec · c4 bílý pěšec · d4 bílý pěšec · b3 bílý pěšec · c3 bílý střelec · f3 bílý jezdec · g3 bílý pěšec · a2 bílý pěšec · e2 bílý pěšec · f2 bílý pěšec · g2 bílý střelec · h2 bílý pěšec · a1 bílý věž · b1 bílý jezdec · d1 bílý dáma · e1 bílý král · h1 bílý věž | a8 černý věž · b8 černý jezdec · d8 černý dáma · e8 černý král · h8 černý věž · a7 černý pěšec · e7 černý střelec · f7 černý pěšec · g7 černý pěšec · h7 černý pěšec · a6 černý střelec · b6 černý pěšec · c6 černý pěšec · e6 černý pěšec · f6 černý jezdec · d5 černý pěšec · c4 bílý pěšec · d4 bílý pěšec · b3 bílý pěšec · c3 bílý střelec · f3 bílý jezdec · g3 bílý pěšec · a2 bílý pěšec · e2 bílý pěšec · f2 bílý pěšec · g2 bílý střelec · h2 bílý pěšec · a1 bílý věž · b1 bílý jezdec · d1 bílý dáma · e1 bílý král · h1 bílý věž | a8 černý věž · b8 černý jezdec · d8 černý dáma · e8 černý král · h8 černý věž · a7 černý pěšec · e7 černý střelec · f7 černý pěšec · g7 černý pěšec · h7 černý pěšec · a6 černý střelec · b6 černý pěšec · c6 černý pěšec · e6 černý pěšec · f6 černý jezdec · d5 černý pěšec · c4 bílý pěšec · d4 bílý pěšec · b3 bílý pěšec · c3 bílý střelec · f3 bílý jezdec · g3 bílý pěšec · a2 bílý pěšec · e2 bílý pěšec · f2 bílý pěšec · g2 bílý střelec · h2 bílý pěšec · a1 bílý věž · b1 bílý jezdec · d1 bílý dáma · e1 bílý král · h1 bílý věž | 1 |
|   | a | b | c | d | e | f | g | h |   |

|   | a | b | c | d | e | f | g | h |   |
| 8 | a8 černý věž · b8 černý jezdec · d8 černý dáma · f8 černý věž · g8 černý král · a7 černý pěšec · b7 černý střelec · c7 černý pěšec · d7 černý pěšec · e7 černý střelec · f7 černý pěšec · g7 černý pěšec · h7 černý pěšec · b6 černý pěšec · e6 černý pěšec · f6 černý jezdec · c4 bílý pěšec · d4 bílý pěšec · f3 bílý jezdec · g3 bílý pěšec · a2 bílý pěšec · b2 bílý pěšec · e2 bílý pěšec · f2 bílý pěšec · g2 bílý střelec · h2 bílý pěšec · a1 bílý věž · b1 bílý jezdec · c1 bílý střelec · d1 bílý dáma · f1 bílý věž · g1 bílý král | a8 černý věž · b8 černý jezdec · d8 černý dáma · f8 černý věž · g8 černý král · a7 černý pěšec · b7 černý střelec · c7 černý pěšec · d7 černý pěšec · e7 černý střelec · f7 černý pěšec · g7 černý pěšec · h7 černý pěšec · b6 černý pěšec · e6 černý pěšec · f6 černý jezdec · c4 bílý pěšec · d4 bílý pěšec · f3 bílý jezdec · g3 bílý pěšec · a2 bílý pěšec · b2 bílý pěšec · e2 bílý pěšec · f2 bílý pěšec · g2 bílý střelec · h2 bílý pěšec · a1 bílý věž · b1 bílý jezdec · c1 bílý střelec · d1 bílý dáma · f1 bílý věž · g1 bílý král | a8 černý věž · b8 černý jezdec · d8 černý dáma · f8 černý věž · g8 černý král · a7 černý pěšec · b7 černý střelec · c7 černý pěšec · d7 černý pěšec · e7 černý střelec · f7 černý pěšec · g7 černý pěšec · h7 černý pěšec · b6 černý pěšec · e6 černý pěšec · f6 černý jezdec · c4 bílý pěšec · d4 bílý pěšec · f3 bílý jezdec · g3 bílý pěšec · a2 bílý pěšec · b2 bílý pěšec · e2 bílý pěšec · f2 bílý pěšec · g2 bílý střelec · h2 bílý pěšec · a1 bílý věž · b1 bílý jezdec · c1 bílý střelec · d1 bílý dáma · f1 bílý věž · g1 bílý král | a8 černý věž · b8 černý jezdec · d8 černý dáma · f8 černý věž · g8 černý král · a7 černý pěšec · b7 černý střelec · c7 černý pěšec · d7 černý pěšec · e7 černý střelec · f7 černý pěšec · g7 černý pěšec · h7 černý pěšec · b6 černý pěšec · e6 černý pěšec · f6 černý jezdec · c4 bílý pěšec · d4 bílý pěšec · f3 bílý jezdec · g3 bílý pěšec · a2 bílý pěšec · b2 bílý pěšec · e2 bílý pěšec · f2 bílý pěšec · g2 bílý střelec · h2 bílý pěšec · a1 bílý věž · b1 bílý jezdec · c1 bílý střelec · d1 bílý dáma · f1 bílý věž · g1 bílý král | a8 černý věž · b8 černý jezdec · d8 černý dáma · f8 černý věž · g8 černý král · a7 černý pěšec · b7 černý střelec · c7 černý pěšec · d7 černý pěšec · e7 černý střelec · f7 černý pěšec · g7 černý pěšec · h7 černý pěšec · b6 černý pěšec · e6 černý pěšec · f6 černý jezdec · c4 bílý pěšec · d4 bílý pěšec · f3 bílý jezdec · g3 bílý pěšec · a2 bílý pěšec · b2 bílý pěšec · e2 bílý pěšec · f2 bílý pěšec · g2 bílý střelec · h2 bílý pěšec · a1 bílý věž · b1 bílý jezdec · c1 bílý střelec · d1 bílý dáma · f1 bílý věž · g1 bílý král | a8 černý věž · b8 černý jezdec · d8 černý dáma · f8 černý věž · g8 černý král · a7 černý pěšec · b7 černý střelec · c7 černý pěšec · d7 černý pěšec · e7 černý střelec · f7 černý pěšec · g7 černý pěšec · h7 černý pěšec · b6 černý pěšec · e6 černý pěšec · f6 černý jezdec · c4 bílý pěšec · d4 bílý pěšec · f3 bílý jezdec · g3 bílý pěšec · a2 bílý pěšec · b2 bílý pěšec · e2 bílý pěšec · f2 bílý pěšec · g2 bílý střelec · h2 bílý pěšec · a1 bílý věž · b1 bílý jezdec · c1 bílý střelec · d1 bílý dáma · f1 bílý věž · g1 bílý král | a8 černý věž · b8 černý jezdec · d8 černý dáma · f8 černý věž · g8 černý král · a7 černý pěšec · b7 černý střelec · c7 černý pěšec · d7 černý pěšec · e7 černý střelec · f7 černý pěšec · g7 černý pěšec · h7 černý pěšec · b6 černý pěšec · e6 černý pěšec · f6 černý jezdec · c4 bílý pěšec · d4 bílý pěšec · f3 bílý jezdec · g3 bílý pěšec · a2 bílý pěšec · b2 bílý pěšec · e2 bílý pěšec · f2 bílý pěšec · g2 bílý střelec · h2 bílý pěšec · a1 bílý věž · b1 bílý jezdec · c1 bílý střelec · d1 bílý dáma · f1 bílý věž · g1 bílý král | a8 černý věž · b8 černý jezdec · d8 černý dáma · f8 černý věž · g8 černý král · a7 černý pěšec · b7 černý střelec · c7 černý pěšec · d7 černý pěšec · e7 černý střelec · f7 černý pěšec · g7 černý pěšec · h7 černý pěšec · b6 černý pěšec · e6 černý pěšec · f6 černý jezdec · c4 bílý pěšec · d4 bílý pěšec · f3 bílý jezdec · g3 bílý pěšec · a2 bílý pěšec · b2 bílý pěšec · e2 bílý pěšec · f2 bílý pěšec · g2 bílý střelec · h2 bílý pěšec · a1 bílý věž · b1 bílý jezdec · c1 bílý střelec · d1 bílý dáma · f1 bílý věž · g1 bílý král | 8 |
| 7 | a8 černý věž · b8 černý jezdec · d8 černý dáma · f8 černý věž · g8 černý král · a7 černý pěšec · b7 černý střelec · c7 černý pěšec · d7 černý pěšec · e7 černý střelec · f7 černý pěšec · g7 černý pěšec · h7 černý pěšec · b6 černý pěšec · e6 černý pěšec · f6 černý jezdec · c4 bílý pěšec · d4 bílý pěšec · f3 bílý jezdec · g3 bílý pěšec · a2 bílý pěšec · b2 bílý pěšec · e2 bílý pěšec · f2 bílý pěšec · g2 bílý střelec · h2 bílý pěšec · a1 bílý věž · b1 bílý jezdec · c1 bílý střelec · d1 bílý dáma · f1 bílý věž · g1 bílý král | a8 černý věž · b8 černý jezdec · d8 černý dáma · f8 černý věž · g8 černý král · a7 černý pěšec · b7 černý střelec · c7 černý pěšec · d7 černý pěšec · e7 černý střelec · f7 černý pěšec · g7 černý pěšec · h7 černý pěšec · b6 černý pěšec · e6 černý pěšec · f6 černý jezdec · c4 bílý pěšec · d4 bílý pěšec · f3 bílý jezdec · g3 bílý pěšec · a2 bílý pěšec · b2 bílý pěšec · e2 bílý pěšec · f2 bílý pěšec · g2 bílý střelec · h2 bílý pěšec · a1 bílý věž · b1 bílý jezdec · c1 bílý střelec · d1 bílý dáma · f1 bílý věž · g1 bílý král | a8 černý věž · b8 černý jezdec · d8 černý dáma · f8 černý věž · g8 černý král · a7 černý pěšec · b7 černý střelec · c7 černý pěšec · d7 černý pěšec · e7 černý střelec · f7 černý pěšec · g7 černý pěšec · h7 černý pěšec · b6 černý pěšec · e6 černý pěšec · f6 černý jezdec · c4 bílý pěšec · d4 bílý pěšec · f3 bílý jezdec · g3 bílý pěšec · a2 bílý pěšec · b2 bílý pěšec · e2 bílý pěšec · f2 bílý pěšec · g2 bílý střelec · h2 bílý pěšec · a1 bílý věž · b1 bílý jezdec · c1 bílý střelec · d1 bílý dáma · f1 bílý věž · g1 bílý král | a8 černý věž · b8 černý jezdec · d8 černý dáma · f8 černý věž · g8 černý král · a7 černý pěšec · b7 černý střelec · c7 černý pěšec · d7 černý pěšec · e7 černý střelec · f7 černý pěšec · g7 černý pěšec · h7 černý pěšec · b6 černý pěšec · e6 černý pěšec · f6 černý jezdec · c4 bílý pěšec · d4 bílý pěšec · f3 bílý jezdec · g3 bílý pěšec · a2 bílý pěšec · b2 bílý pěšec · e2 bílý pěšec · f2 bílý pěšec · g2 bílý střelec · h2 bílý pěšec · a1 bílý věž · b1 bílý jezdec · c1 bílý střelec · d1 bílý dáma · f1 bílý věž · g1 bílý král | a8 černý věž · b8 černý jezdec · d8 černý dáma · f8 černý věž · g8 černý král · a7 černý pěšec · b7 černý střelec · c7 černý pěšec · d7 černý pěšec · e7 černý střelec · f7 černý pěšec · g7 černý pěšec · h7 černý pěšec · b6 černý pěšec · e6 černý pěšec · f6 černý jezdec · c4 bílý pěšec · d4 bílý pěšec · f3 bílý jezdec · g3 bílý pěšec · a2 bílý pěšec · b2 bílý pěšec · e2 bílý pěšec · f2 bílý pěšec · g2 bílý střelec · h2 bílý pěšec · a1 bílý věž · b1 bílý jezdec · c1 bílý střelec · d1 bílý dáma · f1 bílý věž · g1 bílý král | a8 černý věž · b8 černý jezdec · d8 černý dáma · f8 černý věž · g8 černý král · a7 černý pěšec · b7 černý střelec · c7 černý pěšec · d7 černý pěšec · e7 černý střelec · f7 černý pěšec · g7 černý pěšec · h7 černý pěšec · b6 černý pěšec · e6 černý pěšec · f6 černý jezdec · c4 bílý pěšec · d4 bílý pěšec · f3 bílý jezdec · g3 bílý pěšec · a2 bílý pěšec · b2 bílý pěšec · e2 bílý pěšec · f2 bílý pěšec · g2 bílý střelec · h2 bílý pěšec · a1 bílý věž · b1 bílý jezdec · c1 bílý střelec · d1 bílý dáma · f1 bílý věž · g1 bílý král | a8 černý věž · b8 černý jezdec · d8 černý dáma · f8 černý věž · g8 černý král · a7 černý pěšec · b7 černý střelec · c7 černý pěšec · d7 černý pěšec · e7 černý střelec · f7 černý pěšec · g7 černý pěšec · h7 černý pěšec · b6 černý pěšec · e6 černý pěšec · f6 černý jezdec · c4 bílý pěšec · d4 bílý pěšec · f3 bílý jezdec · g3 bílý pěšec · a2 bílý pěšec · b2 bílý pěšec · e2 bílý pěšec · f2 bílý pěšec · g2 bílý střelec · h2 bílý pěšec · a1 bílý věž · b1 bílý jezdec · c1 bílý střelec · d1 bílý dáma · f1 bílý věž · g1 bílý král | a8 černý věž · b8 černý jezdec · d8 černý dáma · f8 černý věž · g8 černý král · a7 černý pěšec · b7 černý střelec · c7 černý pěšec · d7 černý pěšec · e7 černý střelec · f7 černý pěšec · g7 černý pěšec · h7 černý pěšec · b6 černý pěšec · e6 černý pěšec · f6 černý jezdec · c4 bílý pěšec · d4 bílý pěšec · f3 bílý jezdec · g3 bílý pěšec · a2 bílý pěšec · b2 bílý pěšec · e2 bílý pěšec · f2 bílý pěšec · g2 bílý střelec · h2 bílý pěšec · a1 bílý věž · b1 bílý jezdec · c1 bílý střelec · d1 bílý dáma · f1 bílý věž · g1 bílý král | 7 |
| 6 | a8 černý věž · b8 černý jezdec · d8 černý dáma · f8 černý věž · g8 černý král · a7 černý pěšec · b7 černý střelec · c7 černý pěšec · d7 černý pěšec · e7 černý střelec · f7 černý pěšec · g7 černý pěšec · h7 černý pěšec · b6 černý pěšec · e6 černý pěšec · f6 černý jezdec · c4 bílý pěšec · d4 bílý pěšec · f3 bílý jezdec · g3 bílý pěšec · a2 bílý pěšec · b2 bílý pěšec · e2 bílý pěšec · f2 bílý pěšec · g2 bílý střelec · h2 bílý pěšec · a1 bílý věž · b1 bílý jezdec · c1 bílý střelec · d1 bílý dáma · f1 bílý věž · g1 bílý král | a8 černý věž · b8 černý jezdec · d8 černý dáma · f8 černý věž · g8 černý král · a7 černý pěšec · b7 černý střelec · c7 černý pěšec · d7 černý pěšec · e7 černý střelec · f7 černý pěšec · g7 černý pěšec · h7 černý pěšec · b6 černý pěšec · e6 černý pěšec · f6 černý jezdec · c4 bílý pěšec · d4 bílý pěšec · f3 bílý jezdec · g3 bílý pěšec · a2 bílý pěšec · b2 bílý pěšec · e2 bílý pěšec · f2 bílý pěšec · g2 bílý střelec · h2 bílý pěšec · a1 bílý věž · b1 bílý jezdec · c1 bílý střelec · d1 bílý dáma · f1 bílý věž · g1 bílý král | a8 černý věž · b8 černý jezdec · d8 černý dáma · f8 černý věž · g8 černý král · a7 černý pěšec · b7 černý střelec · c7 černý pěšec · d7 černý pěšec · e7 černý střelec · f7 černý pěšec · g7 černý pěšec · h7 černý pěšec · b6 černý pěšec · e6 černý pěšec · f6 černý jezdec · c4 bílý pěšec · d4 bílý pěšec · f3 bílý jezdec · g3 bílý pěšec · a2 bílý pěšec · b2 bílý pěšec · e2 bílý pěšec · f2 bílý pěšec · g2 bílý střelec · h2 bílý pěšec · a1 bílý věž · b1 bílý jezdec · c1 bílý střelec · d1 bílý dáma · f1 bílý věž · g1 bílý král | a8 černý věž · b8 černý jezdec · d8 černý dáma · f8 černý věž · g8 černý král · a7 černý pěšec · b7 černý střelec · c7 černý pěšec · d7 černý pěšec · e7 černý střelec · f7 černý pěšec · g7 černý pěšec · h7 černý pěšec · b6 černý pěšec · e6 černý pěšec · f6 černý jezdec · c4 bílý pěšec · d4 bílý pěšec · f3 bílý jezdec · g3 bílý pěšec · a2 bílý pěšec · b2 bílý pěšec · e2 bílý pěšec · f2 bílý pěšec · g2 bílý střelec · h2 bílý pěšec · a1 bílý věž · b1 bílý jezdec · c1 bílý střelec · d1 bílý dáma · f1 bílý věž · g1 bílý král | a8 černý věž · b8 černý jezdec · d8 černý dáma · f8 černý věž · g8 černý král · a7 černý pěšec · b7 černý střelec · c7 černý pěšec · d7 černý pěšec · e7 černý střelec · f7 černý pěšec · g7 černý pěšec · h7 černý pěšec · b6 černý pěšec · e6 černý pěšec · f6 černý jezdec · c4 bílý pěšec · d4 bílý pěšec · f3 bílý jezdec · g3 bílý pěšec · a2 bílý pěšec · b2 bílý pěšec · e2 bílý pěšec · f2 bílý pěšec · g2 bílý střelec · h2 bílý pěšec · a1 bílý věž · b1 bílý jezdec · c1 bílý střelec · d1 bílý dáma · f1 bílý věž · g1 bílý král | a8 černý věž · b8 černý jezdec · d8 černý dáma · f8 černý věž · g8 černý král · a7 černý pěšec · b7 černý střelec · c7 černý pěšec · d7 černý pěšec · e7 černý střelec · f7 černý pěšec · g7 černý pěšec · h7 černý pěšec · b6 černý pěšec · e6 černý pěšec · f6 černý jezdec · c4 bílý pěšec · d4 bílý pěšec · f3 bílý jezdec · g3 bílý pěšec · a2 bílý pěšec · b2 bílý pěšec · e2 bílý pěšec · f2 bílý pěšec · g2 bílý střelec · h2 bílý pěšec · a1 bílý věž · b1 bílý jezdec · c1 bílý střelec · d1 bílý dáma · f1 bílý věž · g1 bílý král | a8 černý věž · b8 černý jezdec · d8 černý dáma · f8 černý věž · g8 černý král · a7 černý pěšec · b7 černý střelec · c7 černý pěšec · d7 černý pěšec · e7 černý střelec · f7 černý pěšec · g7 černý pěšec · h7 černý pěšec · b6 černý pěšec · e6 černý pěšec · f6 černý jezdec · c4 bílý pěšec · d4 bílý pěšec · f3 bílý jezdec · g3 bílý pěšec · a2 bílý pěšec · b2 bílý pěšec · e2 bílý pěšec · f2 bílý pěšec · g2 bílý střelec · h2 bílý pěšec · a1 bílý věž · b1 bílý jezdec · c1 bílý střelec · d1 bílý dáma · f1 bílý věž · g1 bílý král | a8 černý věž · b8 černý jezdec · d8 černý dáma · f8 černý věž · g8 černý král · a7 černý pěšec · b7 černý střelec · c7 černý pěšec · d7 černý pěšec · e7 černý střelec · f7 černý pěšec · g7 černý pěšec · h7 černý pěšec · b6 černý pěšec · e6 černý pěšec · f6 černý jezdec · c4 bílý pěšec · d4 bílý pěšec · f3 bílý jezdec · g3 bílý pěšec · a2 bílý pěšec · b2 bílý pěšec · e2 bílý pěšec · f2 bílý pěšec · g2 bílý střelec · h2 bílý pěšec · a1 bílý věž · b1 bílý jezdec · c1 bílý střelec · d1 bílý dáma · f1 bílý věž · g1 bílý král | 6 |
| 5 | a8 černý věž · b8 černý jezdec · d8 černý dáma · f8 černý věž · g8 černý král · a7 černý pěšec · b7 černý střelec · c7 černý pěšec · d7 černý pěšec · e7 černý střelec · f7 černý pěšec · g7 černý pěšec · h7 černý pěšec · b6 černý pěšec · e6 černý pěšec · f6 černý jezdec · c4 bílý pěšec · d4 bílý pěšec · f3 bílý jezdec · g3 bílý pěšec · a2 bílý pěšec · b2 bílý pěšec · e2 bílý pěšec · f2 bílý pěšec · g2 bílý střelec · h2 bílý pěšec · a1 bílý věž · b1 bílý jezdec · c1 bílý střelec · d1 bílý dáma · f1 bílý věž · g1 bílý král | a8 černý věž · b8 černý jezdec · d8 černý dáma · f8 černý věž · g8 černý král · a7 černý pěšec · b7 černý střelec · c7 černý pěšec · d7 černý pěšec · e7 černý střelec · f7 černý pěšec · g7 černý pěšec · h7 černý pěšec · b6 černý pěšec · e6 černý pěšec · f6 černý jezdec · c4 bílý pěšec · d4 bílý pěšec · f3 bílý jezdec · g3 bílý pěšec · a2 bílý pěšec · b2 bílý pěšec · e2 bílý pěšec · f2 bílý pěšec · g2 bílý střelec · h2 bílý pěšec · a1 bílý věž · b1 bílý jezdec · c1 bílý střelec · d1 bílý dáma · f1 bílý věž · g1 bílý král | a8 černý věž · b8 černý jezdec · d8 černý dáma · f8 černý věž · g8 černý král · a7 černý pěšec · b7 černý střelec · c7 černý pěšec · d7 černý pěšec · e7 černý střelec · f7 černý pěšec · g7 černý pěšec · h7 černý pěšec · b6 černý pěšec · e6 černý pěšec · f6 černý jezdec · c4 bílý pěšec · d4 bílý pěšec · f3 bílý jezdec · g3 bílý pěšec · a2 bílý pěšec · b2 bílý pěšec · e2 bílý pěšec · f2 bílý pěšec · g2 bílý střelec · h2 bílý pěšec · a1 bílý věž · b1 bílý jezdec · c1 bílý střelec · d1 bílý dáma · f1 bílý věž · g1 bílý král | a8 černý věž · b8 černý jezdec · d8 černý dáma · f8 černý věž · g8 černý král · a7 černý pěšec · b7 černý střelec · c7 černý pěšec · d7 černý pěšec · e7 černý střelec · f7 černý pěšec · g7 černý pěšec · h7 černý pěšec · b6 černý pěšec · e6 černý pěšec · f6 černý jezdec · c4 bílý pěšec · d4 bílý pěšec · f3 bílý jezdec · g3 bílý pěšec · a2 bílý pěšec · b2 bílý pěšec · e2 bílý pěšec · f2 bílý pěšec · g2 bílý střelec · h2 bílý pěšec · a1 bílý věž · b1 bílý jezdec · c1 bílý střelec · d1 bílý dáma · f1 bílý věž · g1 bílý král | a8 černý věž · b8 černý jezdec · d8 černý dáma · f8 černý věž · g8 černý král · a7 černý pěšec · b7 černý střelec · c7 černý pěšec · d7 černý pěšec · e7 černý střelec · f7 černý pěšec · g7 černý pěšec · h7 černý pěšec · b6 černý pěšec · e6 černý pěšec · f6 černý jezdec · c4 bílý pěšec · d4 bílý pěšec · f3 bílý jezdec · g3 bílý pěšec · a2 bílý pěšec · b2 bílý pěšec · e2 bílý pěšec · f2 bílý pěšec · g2 bílý střelec · h2 bílý pěšec · a1 bílý věž · b1 bílý jezdec · c1 bílý střelec · d1 bílý dáma · f1 bílý věž · g1 bílý král | a8 černý věž · b8 černý jezdec · d8 černý dáma · f8 černý věž · g8 černý král · a7 černý pěšec · b7 černý střelec · c7 černý pěšec · d7 černý pěšec · e7 černý střelec · f7 černý pěšec · g7 černý pěšec · h7 černý pěšec · b6 černý pěšec · e6 černý pěšec · f6 černý jezdec · c4 bílý pěšec · d4 bílý pěšec · f3 bílý jezdec · g3 bílý pěšec · a2 bílý pěšec · b2 bílý pěšec · e2 bílý pěšec · f2 bílý pěšec · g2 bílý střelec · h2 bílý pěšec · a1 bílý věž · b1 bílý jezdec · c1 bílý střelec · d1 bílý dáma · f1 bílý věž · g1 bílý král | a8 černý věž · b8 černý jezdec · d8 černý dáma · f8 černý věž · g8 černý král · a7 černý pěšec · b7 černý střelec · c7 černý pěšec · d7 černý pěšec · e7 černý střelec · f7 černý pěšec · g7 černý pěšec · h7 černý pěšec · b6 černý pěšec · e6 černý pěšec · f6 černý jezdec · c4 bílý pěšec · d4 bílý pěšec · f3 bílý jezdec · g3 bílý pěšec · a2 bílý pěšec · b2 bílý pěšec · e2 bílý pěšec · f2 bílý pěšec · g2 bílý střelec · h2 bílý pěšec · a1 bílý věž · b1 bílý jezdec · c1 bílý střelec · d1 bílý dáma · f1 bílý věž · g1 bílý král | a8 černý věž · b8 černý jezdec · d8 černý dáma · f8 černý věž · g8 černý král · a7 černý pěšec · b7 černý střelec · c7 černý pěšec · d7 černý pěšec · e7 černý střelec · f7 černý pěšec · g7 černý pěšec · h7 černý pěšec · b6 černý pěšec · e6 černý pěšec · f6 černý jezdec · c4 bílý pěšec · d4 bílý pěšec · f3 bílý jezdec · g3 bílý pěšec · a2 bílý pěšec · b2 bílý pěšec · e2 bílý pěšec · f2 bílý pěšec · g2 bílý střelec · h2 bílý pěšec · a1 bílý věž · b1 bílý jezdec · c1 bílý střelec · d1 bílý dáma · f1 bílý věž · g1 bílý král | 5 |
| 4 | a8 černý věž · b8 černý jezdec · d8 černý dáma · f8 černý věž · g8 černý král · a7 černý pěšec · b7 černý střelec · c7 černý pěšec · d7 černý pěšec · e7 černý střelec · f7 černý pěšec · g7 černý pěšec · h7 černý pěšec · b6 černý pěšec · e6 černý pěšec · f6 černý jezdec · c4 bílý pěšec · d4 bílý pěšec · f3 bílý jezdec · g3 bílý pěšec · a2 bílý pěšec · b2 bílý pěšec · e2 bílý pěšec · f2 bílý pěšec · g2 bílý střelec · h2 bílý pěšec · a1 bílý věž · b1 bílý jezdec · c1 bílý střelec · d1 bílý dáma · f1 bílý věž · g1 bílý král | a8 černý věž · b8 černý jezdec · d8 černý dáma · f8 černý věž · g8 černý král · a7 černý pěšec · b7 černý střelec · c7 černý pěšec · d7 černý pěšec · e7 černý střelec · f7 černý pěšec · g7 černý pěšec · h7 černý pěšec · b6 černý pěšec · e6 černý pěšec · f6 černý jezdec · c4 bílý pěšec · d4 bílý pěšec · f3 bílý jezdec · g3 bílý pěšec · a2 bílý pěšec · b2 bílý pěšec · e2 bílý pěšec · f2 bílý pěšec · g2 bílý střelec · h2 bílý pěšec · a1 bílý věž · b1 bílý jezdec · c1 bílý střelec · d1 bílý dáma · f1 bílý věž · g1 bílý král | a8 černý věž · b8 černý jezdec · d8 černý dáma · f8 černý věž · g8 černý král · a7 černý pěšec · b7 černý střelec · c7 černý pěšec · d7 černý pěšec · e7 černý střelec · f7 černý pěšec · g7 černý pěšec · h7 černý pěšec · b6 černý pěšec · e6 černý pěšec · f6 černý jezdec · c4 bílý pěšec · d4 bílý pěšec · f3 bílý jezdec · g3 bílý pěšec · a2 bílý pěšec · b2 bílý pěšec · e2 bílý pěšec · f2 bílý pěšec · g2 bílý střelec · h2 bílý pěšec · a1 bílý věž · b1 bílý jezdec · c1 bílý střelec · d1 bílý dáma · f1 bílý věž · g1 bílý král | a8 černý věž · b8 černý jezdec · d8 černý dáma · f8 černý věž · g8 černý král · a7 černý pěšec · b7 černý střelec · c7 černý pěšec · d7 černý pěšec · e7 černý střelec · f7 černý pěšec · g7 černý pěšec · h7 černý pěšec · b6 černý pěšec · e6 černý pěšec · f6 černý jezdec · c4 bílý pěšec · d4 bílý pěšec · f3 bílý jezdec · g3 bílý pěšec · a2 bílý pěšec · b2 bílý pěšec · e2 bílý pěšec · f2 bílý pěšec · g2 bílý střelec · h2 bílý pěšec · a1 bílý věž · b1 bílý jezdec · c1 bílý střelec · d1 bílý dáma · f1 bílý věž · g1 bílý král | a8 černý věž · b8 černý jezdec · d8 černý dáma · f8 černý věž · g8 černý král · a7 černý pěšec · b7 černý střelec · c7 černý pěšec · d7 černý pěšec · e7 černý střelec · f7 černý pěšec · g7 černý pěšec · h7 černý pěšec · b6 černý pěšec · e6 černý pěšec · f6 černý jezdec · c4 bílý pěšec · d4 bílý pěšec · f3 bílý jezdec · g3 bílý pěšec · a2 bílý pěšec · b2 bílý pěšec · e2 bílý pěšec · f2 bílý pěšec · g2 bílý střelec · h2 bílý pěšec · a1 bílý věž · b1 bílý jezdec · c1 bílý střelec · d1 bílý dáma · f1 bílý věž · g1 bílý král | a8 černý věž · b8 černý jezdec · d8 černý dáma · f8 černý věž · g8 černý král · a7 černý pěšec · b7 černý střelec · c7 černý pěšec · d7 černý pěšec · e7 černý střelec · f7 černý pěšec · g7 černý pěšec · h7 černý pěšec · b6 černý pěšec · e6 černý pěšec · f6 černý jezdec · c4 bílý pěšec · d4 bílý pěšec · f3 bílý jezdec · g3 bílý pěšec · a2 bílý pěšec · b2 bílý pěšec · e2 bílý pěšec · f2 bílý pěšec · g2 bílý střelec · h2 bílý pěšec · a1 bílý věž · b1 bílý jezdec · c1 bílý střelec · d1 bílý dáma · f1 bílý věž · g1 bílý král | a8 černý věž · b8 černý jezdec · d8 černý dáma · f8 černý věž · g8 černý král · a7 černý pěšec · b7 černý střelec · c7 černý pěšec · d7 černý pěšec · e7 černý střelec · f7 černý pěšec · g7 černý pěšec · h7 černý pěšec · b6 černý pěšec · e6 černý pěšec · f6 černý jezdec · c4 bílý pěšec · d4 bílý pěšec · f3 bílý jezdec · g3 bílý pěšec · a2 bílý pěšec · b2 bílý pěšec · e2 bílý pěšec · f2 bílý pěšec · g2 bílý střelec · h2 bílý pěšec · a1 bílý věž · b1 bílý jezdec · c1 bílý střelec · d1 bílý dáma · f1 bílý věž · g1 bílý král | a8 černý věž · b8 černý jezdec · d8 černý dáma · f8 černý věž · g8 černý král · a7 černý pěšec · b7 černý střelec · c7 černý pěšec · d7 černý pěšec · e7 černý střelec · f7 černý pěšec · g7 černý pěšec · h7 černý pěšec · b6 černý pěšec · e6 černý pěšec · f6 černý jezdec · c4 bílý pěšec · d4 bílý pěšec · f3 bílý jezdec · g3 bílý pěšec · a2 bílý pěšec · b2 bílý pěšec · e2 bílý pěšec · f2 bílý pěšec · g2 bílý střelec · h2 bílý pěšec · a1 bílý věž · b1 bílý jezdec · c1 bílý střelec · d1 bílý dáma · f1 bílý věž · g1 bílý král | 4 |
| 3 | a8 černý věž · b8 černý jezdec · d8 černý dáma · f8 černý věž · g8 černý král · a7 černý pěšec · b7 černý střelec · c7 černý pěšec · d7 černý pěšec · e7 černý střelec · f7 černý pěšec · g7 černý pěšec · h7 černý pěšec · b6 černý pěšec · e6 černý pěšec · f6 černý jezdec · c4 bílý pěšec · d4 bílý pěšec · f3 bílý jezdec · g3 bílý pěšec · a2 bílý pěšec · b2 bílý pěšec · e2 bílý pěšec · f2 bílý pěšec · g2 bílý střelec · h2 bílý pěšec · a1 bílý věž · b1 bílý jezdec · c1 bílý střelec · d1 bílý dáma · f1 bílý věž · g1 bílý král | a8 černý věž · b8 černý jezdec · d8 černý dáma · f8 černý věž · g8 černý král · a7 černý pěšec · b7 černý střelec · c7 černý pěšec · d7 černý pěšec · e7 černý střelec · f7 černý pěšec · g7 černý pěšec · h7 černý pěšec · b6 černý pěšec · e6 černý pěšec · f6 černý jezdec · c4 bílý pěšec · d4 bílý pěšec · f3 bílý jezdec · g3 bílý pěšec · a2 bílý pěšec · b2 bílý pěšec · e2 bílý pěšec · f2 bílý pěšec · g2 bílý střelec · h2 bílý pěšec · a1 bílý věž · b1 bílý jezdec · c1 bílý střelec · d1 bílý dáma · f1 bílý věž · g1 bílý král | a8 černý věž · b8 černý jezdec · d8 černý dáma · f8 černý věž · g8 černý král · a7 černý pěšec · b7 černý střelec · c7 černý pěšec · d7 černý pěšec · e7 černý střelec · f7 černý pěšec · g7 černý pěšec · h7 černý pěšec · b6 černý pěšec · e6 černý pěšec · f6 černý jezdec · c4 bílý pěšec · d4 bílý pěšec · f3 bílý jezdec · g3 bílý pěšec · a2 bílý pěšec · b2 bílý pěšec · e2 bílý pěšec · f2 bílý pěšec · g2 bílý střelec · h2 bílý pěšec · a1 bílý věž · b1 bílý jezdec · c1 bílý střelec · d1 bílý dáma · f1 bílý věž · g1 bílý král | a8 černý věž · b8 černý jezdec · d8 černý dáma · f8 černý věž · g8 černý král · a7 černý pěšec · b7 černý střelec · c7 černý pěšec · d7 černý pěšec · e7 černý střelec · f7 černý pěšec · g7 černý pěšec · h7 černý pěšec · b6 černý pěšec · e6 černý pěšec · f6 černý jezdec · c4 bílý pěšec · d4 bílý pěšec · f3 bílý jezdec · g3 bílý pěšec · a2 bílý pěšec · b2 bílý pěšec · e2 bílý pěšec · f2 bílý pěšec · g2 bílý střelec · h2 bílý pěšec · a1 bílý věž · b1 bílý jezdec · c1 bílý střelec · d1 bílý dáma · f1 bílý věž · g1 bílý král | a8 černý věž · b8 černý jezdec · d8 černý dáma · f8 černý věž · g8 černý král · a7 černý pěšec · b7 černý střelec · c7 černý pěšec · d7 černý pěšec · e7 černý střelec · f7 černý pěšec · g7 černý pěšec · h7 černý pěšec · b6 černý pěšec · e6 černý pěšec · f6 černý jezdec · c4 bílý pěšec · d4 bílý pěšec · f3 bílý jezdec · g3 bílý pěšec · a2 bílý pěšec · b2 bílý pěšec · e2 bílý pěšec · f2 bílý pěšec · g2 bílý střelec · h2 bílý pěšec · a1 bílý věž · b1 bílý jezdec · c1 bílý střelec · d1 bílý dáma · f1 bílý věž · g1 bílý král | a8 černý věž · b8 černý jezdec · d8 černý dáma · f8 černý věž · g8 černý král · a7 černý pěšec · b7 černý střelec · c7 černý pěšec · d7 černý pěšec · e7 černý střelec · f7 černý pěšec · g7 černý pěšec · h7 černý pěšec · b6 černý pěšec · e6 černý pěšec · f6 černý jezdec · c4 bílý pěšec · d4 bílý pěšec · f3 bílý jezdec · g3 bílý pěšec · a2 bílý pěšec · b2 bílý pěšec · e2 bílý pěšec · f2 bílý pěšec · g2 bílý střelec · h2 bílý pěšec · a1 bílý věž · b1 bílý jezdec · c1 bílý střelec · d1 bílý dáma · f1 bílý věž · g1 bílý král | a8 černý věž · b8 černý jezdec · d8 černý dáma · f8 černý věž · g8 černý král · a7 černý pěšec · b7 černý střelec · c7 černý pěšec · d7 černý pěšec · e7 černý střelec · f7 černý pěšec · g7 černý pěšec · h7 černý pěšec · b6 černý pěšec · e6 černý pěšec · f6 černý jezdec · c4 bílý pěšec · d4 bílý pěšec · f3 bílý jezdec · g3 bílý pěšec · a2 bílý pěšec · b2 bílý pěšec · e2 bílý pěšec · f2 bílý pěšec · g2 bílý střelec · h2 bílý pěšec · a1 bílý věž · b1 bílý jezdec · c1 bílý střelec · d1 bílý dáma · f1 bílý věž · g1 bílý král | a8 černý věž · b8 černý jezdec · d8 černý dáma · f8 černý věž · g8 černý král · a7 černý pěšec · b7 černý střelec · c7 černý pěšec · d7 černý pěšec · e7 černý střelec · f7 černý pěšec · g7 černý pěšec · h7 černý pěšec · b6 černý pěšec · e6 černý pěšec · f6 černý jezdec · c4 bílý pěšec · d4 bílý pěšec · f3 bílý jezdec · g3 bílý pěšec · a2 bílý pěšec · b2 bílý pěšec · e2 bílý pěšec · f2 bílý pěšec · g2 bílý střelec · h2 bílý pěšec · a1 bílý věž · b1 bílý jezdec · c1 bílý střelec · d1 bílý dáma · f1 bílý věž · g1 bílý král | 3 |
| 2 | a8 černý věž · b8 černý jezdec · d8 černý dáma · f8 černý věž · g8 černý král · a7 černý pěšec · b7 černý střelec · c7 černý pěšec · d7 černý pěšec · e7 černý střelec · f7 černý pěšec · g7 černý pěšec · h7 černý pěšec · b6 černý pěšec · e6 černý pěšec · f6 černý jezdec · c4 bílý pěšec · d4 bílý pěšec · f3 bílý jezdec · g3 bílý pěšec · a2 bílý pěšec · b2 bílý pěšec · e2 bílý pěšec · f2 bílý pěšec · g2 bílý střelec · h2 bílý pěšec · a1 bílý věž · b1 bílý jezdec · c1 bílý střelec · d1 bílý dáma · f1 bílý věž · g1 bílý král | a8 černý věž · b8 černý jezdec · d8 černý dáma · f8 černý věž · g8 černý král · a7 černý pěšec · b7 černý střelec · c7 černý pěšec · d7 černý pěšec · e7 černý střelec · f7 černý pěšec · g7 černý pěšec · h7 černý pěšec · b6 černý pěšec · e6 černý pěšec · f6 černý jezdec · c4 bílý pěšec · d4 bílý pěšec · f3 bílý jezdec · g3 bílý pěšec · a2 bílý pěšec · b2 bílý pěšec · e2 bílý pěšec · f2 bílý pěšec · g2 bílý střelec · h2 bílý pěšec · a1 bílý věž · b1 bílý jezdec · c1 bílý střelec · d1 bílý dáma · f1 bílý věž · g1 bílý král | a8 černý věž · b8 černý jezdec · d8 černý dáma · f8 černý věž · g8 černý král · a7 černý pěšec · b7 černý střelec · c7 černý pěšec · d7 černý pěšec · e7 černý střelec · f7 černý pěšec · g7 černý pěšec · h7 černý pěšec · b6 černý pěšec · e6 černý pěšec · f6 černý jezdec · c4 bílý pěšec · d4 bílý pěšec · f3 bílý jezdec · g3 bílý pěšec · a2 bílý pěšec · b2 bílý pěšec · e2 bílý pěšec · f2 bílý pěšec · g2 bílý střelec · h2 bílý pěšec · a1 bílý věž · b1 bílý jezdec · c1 bílý střelec · d1 bílý dáma · f1 bílý věž · g1 bílý král | a8 černý věž · b8 černý jezdec · d8 černý dáma · f8 černý věž · g8 černý král · a7 černý pěšec · b7 černý střelec · c7 černý pěšec · d7 černý pěšec · e7 černý střelec · f7 černý pěšec · g7 černý pěšec · h7 černý pěšec · b6 černý pěšec · e6 černý pěšec · f6 černý jezdec · c4 bílý pěšec · d4 bílý pěšec · f3 bílý jezdec · g3 bílý pěšec · a2 bílý pěšec · b2 bílý pěšec · e2 bílý pěšec · f2 bílý pěšec · g2 bílý střelec · h2 bílý pěšec · a1 bílý věž · b1 bílý jezdec · c1 bílý střelec · d1 bílý dáma · f1 bílý věž · g1 bílý král | a8 černý věž · b8 černý jezdec · d8 černý dáma · f8 černý věž · g8 černý král · a7 černý pěšec · b7 černý střelec · c7 černý pěšec · d7 černý pěšec · e7 černý střelec · f7 černý pěšec · g7 černý pěšec · h7 černý pěšec · b6 černý pěšec · e6 černý pěšec · f6 černý jezdec · c4 bílý pěšec · d4 bílý pěšec · f3 bílý jezdec · g3 bílý pěšec · a2 bílý pěšec · b2 bílý pěšec · e2 bílý pěšec · f2 bílý pěšec · g2 bílý střelec · h2 bílý pěšec · a1 bílý věž · b1 bílý jezdec · c1 bílý střelec · d1 bílý dáma · f1 bílý věž · g1 bílý král | a8 černý věž · b8 černý jezdec · d8 černý dáma · f8 černý věž · g8 černý král · a7 černý pěšec · b7 černý střelec · c7 černý pěšec · d7 černý pěšec · e7 černý střelec · f7 černý pěšec · g7 černý pěšec · h7 černý pěšec · b6 černý pěšec · e6 černý pěšec · f6 černý jezdec · c4 bílý pěšec · d4 bílý pěšec · f3 bílý jezdec · g3 bílý pěšec · a2 bílý pěšec · b2 bílý pěšec · e2 bílý pěšec · f2 bílý pěšec · g2 bílý střelec · h2 bílý pěšec · a1 bílý věž · b1 bílý jezdec · c1 bílý střelec · d1 bílý dáma · f1 bílý věž · g1 bílý král | a8 černý věž · b8 černý jezdec · d8 černý dáma · f8 černý věž · g8 černý král · a7 černý pěšec · b7 černý střelec · c7 černý pěšec · d7 černý pěšec · e7 černý střelec · f7 černý pěšec · g7 černý pěšec · h7 černý pěšec · b6 černý pěšec · e6 černý pěšec · f6 černý jezdec · c4 bílý pěšec · d4 bílý pěšec · f3 bílý jezdec · g3 bílý pěšec · a2 bílý pěšec · b2 bílý pěšec · e2 bílý pěšec · f2 bílý pěšec · g2 bílý střelec · h2 bílý pěšec · a1 bílý věž · b1 bílý jezdec · c1 bílý střelec · d1 bílý dáma · f1 bílý věž · g1 bílý král | a8 černý věž · b8 černý jezdec · d8 černý dáma · f8 černý věž · g8 černý král · a7 černý pěšec · b7 černý střelec · c7 černý pěšec · d7 černý pěšec · e7 černý střelec · f7 černý pěšec · g7 černý pěšec · h7 černý pěšec · b6 černý pěšec · e6 černý pěšec · f6 černý jezdec · c4 bílý pěšec · d4 bílý pěšec · f3 bílý jezdec · g3 bílý pěšec · a2 bílý pěšec · b2 bílý pěšec · e2 bílý pěšec · f2 bílý pěšec · g2 bílý střelec · h2 bílý pěšec · a1 bílý věž · b1 bílý jezdec · c1 bílý střelec · d1 bílý dáma · f1 bílý věž · g1 bílý král | 2 |
| 1 | a8 černý věž · b8 černý jezdec · d8 černý dáma · f8 černý věž · g8 černý král · a7 černý pěšec · b7 černý střelec · c7 černý pěšec · d7 černý pěšec · e7 černý střelec · f7 černý pěšec · g7 černý pěšec · h7 černý pěšec · b6 černý pěšec · e6 černý pěšec · f6 černý jezdec · c4 bílý pěšec · d4 bílý pěšec · f3 bílý jezdec · g3 bílý pěšec · a2 bílý pěšec · b2 bílý pěšec · e2 bílý pěšec · f2 bílý pěšec · g2 bílý střelec · h2 bílý pěšec · a1 bílý věž · b1 bílý jezdec · c1 bílý střelec · d1 bílý dáma · f1 bílý věž · g1 bílý král | a8 černý věž · b8 černý jezdec · d8 černý dáma · f8 černý věž · g8 černý král · a7 černý pěšec · b7 černý střelec · c7 černý pěšec · d7 černý pěšec · e7 černý střelec · f7 černý pěšec · g7 černý pěšec · h7 černý pěšec · b6 černý pěšec · e6 černý pěšec · f6 černý jezdec · c4 bílý pěšec · d4 bílý pěšec · f3 bílý jezdec · g3 bílý pěšec · a2 bílý pěšec · b2 bílý pěšec · e2 bílý pěšec · f2 bílý pěšec · g2 bílý střelec · h2 bílý pěšec · a1 bílý věž · b1 bílý jezdec · c1 bílý střelec · d1 bílý dáma · f1 bílý věž · g1 bílý král | a8 černý věž · b8 černý jezdec · d8 černý dáma · f8 černý věž · g8 černý král · a7 černý pěšec · b7 černý střelec · c7 černý pěšec · d7 černý pěšec · e7 černý střelec · f7 černý pěšec · g7 černý pěšec · h7 černý pěšec · b6 černý pěšec · e6 černý pěšec · f6 černý jezdec · c4 bílý pěšec · d4 bílý pěšec · f3 bílý jezdec · g3 bílý pěšec · a2 bílý pěšec · b2 bílý pěšec · e2 bílý pěšec · f2 bílý pěšec · g2 bílý střelec · h2 bílý pěšec · a1 bílý věž · b1 bílý jezdec · c1 bílý střelec · d1 bílý dáma · f1 bílý věž · g1 bílý král | a8 černý věž · b8 černý jezdec · d8 černý dáma · f8 černý věž · g8 černý král · a7 černý pěšec · b7 černý střelec · c7 černý pěšec · d7 černý pěšec · e7 černý střelec · f7 černý pěšec · g7 černý pěšec · h7 černý pěšec · b6 černý pěšec · e6 černý pěšec · f6 černý jezdec · c4 bílý pěšec · d4 bílý pěšec · f3 bílý jezdec · g3 bílý pěšec · a2 bílý pěšec · b2 bílý pěšec · e2 bílý pěšec · f2 bílý pěšec · g2 bílý střelec · h2 bílý pěšec · a1 bílý věž · b1 bílý jezdec · c1 bílý střelec · d1 bílý dáma · f1 bílý věž · g1 bílý král | a8 černý věž · b8 černý jezdec · d8 černý dáma · f8 černý věž · g8 černý král · a7 černý pěšec · b7 černý střelec · c7 černý pěšec · d7 černý pěšec · e7 černý střelec · f7 černý pěšec · g7 černý pěšec · h7 černý pěšec · b6 černý pěšec · e6 černý pěšec · f6 černý jezdec · c4 bílý pěšec · d4 bílý pěšec · f3 bílý jezdec · g3 bílý pěšec · a2 bílý pěšec · b2 bílý pěšec · e2 bílý pěšec · f2 bílý pěšec · g2 bílý střelec · h2 bílý pěšec · a1 bílý věž · b1 bílý jezdec · c1 bílý střelec · d1 bílý dáma · f1 bílý věž · g1 bílý král | a8 černý věž · b8 černý jezdec · d8 černý dáma · f8 černý věž · g8 černý král · a7 černý pěšec · b7 černý střelec · c7 černý pěšec · d7 černý pěšec · e7 černý střelec · f7 černý pěšec · g7 černý pěšec · h7 černý pěšec · b6 černý pěšec · e6 černý pěšec · f6 černý jezdec · c4 bílý pěšec · d4 bílý pěšec · f3 bílý jezdec · g3 bílý pěšec · a2 bílý pěšec · b2 bílý pěšec · e2 bílý pěšec · f2 bílý pěšec · g2 bílý střelec · h2 bílý pěšec · a1 bílý věž · b1 bílý jezdec · c1 bílý střelec · d1 bílý dáma · f1 bílý věž · g1 bílý král | a8 černý věž · b8 černý jezdec · d8 černý dáma · f8 černý věž · g8 černý král · a7 černý pěšec · b7 černý střelec · c7 černý pěšec · d7 černý pěšec · e7 černý střelec · f7 černý pěšec · g7 černý pěšec · h7 černý pěšec · b6 černý pěšec · e6 černý pěšec · f6 černý jezdec · c4 bílý pěšec · d4 bílý pěšec · f3 bílý jezdec · g3 bílý pěšec · a2 bílý pěšec · b2 bílý pěšec · e2 bílý pěšec · f2 bílý pěšec · g2 bílý střelec · h2 bílý pěšec · a1 bílý věž · b1 bílý jezdec · c1 bílý střelec · d1 bílý dáma · f1 bílý věž · g1 bílý král | a8 černý věž · b8 černý jezdec · d8 černý dáma · f8 černý věž · g8 černý král · a7 černý pěšec · b7 černý střelec · c7 černý pěšec · d7 černý pěšec · e7 černý střelec · f7 černý pěšec · g7 černý pěšec · h7 černý pěšec · b6 černý pěšec · e6 černý pěšec · f6 černý jezdec · c4 bílý pěšec · d4 bílý pěšec · f3 bílý jezdec · g3 bílý pěšec · a2 bílý pěšec · b2 bílý pěšec · e2 bílý pěšec · f2 bílý pěšec · g2 bílý střelec · h2 bílý pěšec · a1 bílý věž · b1 bílý jezdec · c1 bílý střelec · d1 bílý dáma · f1 bílý věž · g1 bílý král | 1 |
|   | a | b | c | d | e | f | g | h |   |

### Varianta 4. e3
1. d4 Jf6 2. c4 e6 3. Jf3 b6 4. e3 Poklidný tah, kterým se bílý také rozhoduje pro fianchetto dámského střelce. 4... Sb7 5. Sd3 d5 Nejčastější pokračování, vzniká pozice s napětím ve středu. 6. 0-0 Jbd7 7. b3 Sd6 8. Sb2 0-0 9. Jc3 a6 s nejasnou hrou

### Varianta 4. Jc3 Sb7 5. Sg5
1. d4 Jf6 2. c4 e6 3. Jf3 b6 4. Jc3 Sb7 (4... Sb4 je přechodem do Nimcovičovy indické obrany) 5. Sg5 V této variantě se bílý rozhoduje pro vazbu černého jezdce. Černý může zvolit klidný vývin střelce 5...h6 6. Sh4 Se7 s rovnocennou hrou nebo se může rozhodnout pro ambicióznější pokračování ve stylu Nimcovičovi indické 5...Sb4 6. e3 Sb4 6. e3 h6 7. Sh4, kde je bílý ochoten hrát s horší pěšcovou strukturou, za níž má protihru díky aktivitě. Černý tu může zvolit přímočarý protiútok 7... g5 8. Sg3 Je4 9. Dc2 Sxc3 10. bxc3 kdy vzniká ostrá hra s šancemi na obou stranách.

### Petrosjanova varianta
1. d4 Jf6 2. c4 e6 3. Jf3 b6 4. a3
Bílý připravuje vývin jezdce Jc3, aby jezdec nemohl být dán do vazby tahem Sb4. Tím bojuje o pole e4 i za cenu, že tah a3 nepřispívá k vývinu. Přívržencem této varianty, jejíž teorie je značně rozsáhlá, byl Garri Kasparov.

#### Moderní Petrosjanova varianta
1. d4 Jf6 2. c4 e6 3. Jf3 b6 4. a3 Sa6
Po hlavním pokračování 5. Dc2 volí černý nejčastěji ústup 5... Sb7. Hlavní idea tohoto tahu je využít postavení bílé dámy na c2, odkud nepůsobí na sloupci d. Po 6. Jc3 c5 7. e4 cxd4 8. Jxd4 vzniká složitá pozice s vyhlídkami na obou stranách.

#### Klasická Petrosjanova varianta
1. d4 Jf6 2. c4 e6 3. Jf3 b6 4. a3 Sb7 (také vzniká po 4. Jc3 Sb7 5. a3)
Zde se černý klasicky vyvíjí. 5. Jc3 Bílý hrozí černého stísnit postupem d4-d5 a tak se černý vyjadřuje ve středu. 5... d5 Po nejčastějším braní 6. exd5 se může černý rozhodnout mezi 6... exd5, kde drží pevný střed za cenu uzavření diagonály střelci Sb7 nebo může zvolit 6... Jxd5, kde přenechává střed bílému, ale má protihru díky svobodnému pohybu figur.

### Hlavní varianta
1. d4 Jf6 2. c4 e6 3. Jf3 b6 4. g3
Bílý se tu v klidu vyvíjí a fianchettuje svého bělopolného střelce

#### Moderní hlavní varianta
1. d4 Jf6 2. c4 e6 3. Jf3 b6 4. g3 Sa6
Černý aktivně napadá bílého pěšce a nutí bílého se vyjádřit. Po hlavním 5. b3 pokračuje nejčastěji černý 5... Sb4+ 6. Sd2 Se7. Tímto moderním postupem dostává bílého střelce na ne nejlepší pole d2. 7. Sg2 c6 8.Sc3 d5 Hlavní varianta 9. Je5 Jfd7 10. Jxd7 Jxd7 11. Jd2 0-0 12. 0-0 je teoreticky značné prozkoumaná, hra je v rovnováze.

#### Klasická hlavní varianta
1. d4 Jf6 2. c4 e6 3. Jf3 b6 4. g3 Sb7
5. Sg2 Se7 6. 0-0 0-0 zde se bílý může rozhodnout mezi vyčkávacím 7. Ve1, aktivním 7. d5 exd5 8. Jh4 s kompenzací za pěšce a mezi klasickým 7. Jc3 Je4, kde může bílý zvolit 8. Sd2 s komplikovanější hrou nebo mírnější klasické 8. Dc2 Jxc3 9. Dxc3 s rovnocennou hrou

## Přehled dle ECO
- E12 1.d4 Jf6 2.c4 e6 3. Jf3 b6
- E13 1.d4 Jf6 2.c4 e6 3. Jf3 b6 4. Jc3 Sb7 5. Sg5 h6 6. Sh4 Sb4
- E14 1.d4 Jf6 2.c4 e6 3. Jf3 b6 4. e3
- E15 1.d4 Jf6 2.c4 e6 3. Jf3 b6 4. g3
- E16 1.d4 Jf6 2.c4 e6 3. Jf3 b6 4. g3 Sb7 5. Sg2 Sb4
- E17 1.d4 Jf6 2.c4 e6 3. Jf3 b6 4. g3 Sb7 5. Sg2 Se7
- E18 1.d4 Jf6 2.c4 e6 3. Jf3 b6 4. g3 Sb7 5. Sg2 Se7 6. 0-0 0-0 7. Jc3
- E19 1.d4 Jf6 2.c4 e6 3. Jf3 b6 4. g3 Sb7 5. Sg2 Se7 6. 0-0 0-0 7. Jc3 Je4 8. Dc2 Jxc3 9. Dxc3